# Географія Намібії
Намібія — південноафриканська країна, що знаходиться на південно-західному узбережжі континенту . Загальна площа країни 824 292 км² (34-те місце у світі), з яких на суходіл припадає 823 290 км², а на поверхню внутрішніх вод — 1 002 км². Площа країни на ⅓ більша за площу території України, трохи більша за половину площі Аляски. 

## Назва
Офіційна назва — Республіка Намібія, Намібія (англ. Republic Namibia, Namibia). Назва країни походить від назви прибережної пустелі Наміб (нама namibe), назва якої з готтентотської мови дамара перекладається як порожнє місце. Колишні колонії: Німецька Південно-Західна Африка (нім. Deutsch Suedwest Afrika), до 1968 року британська Південно-Західна Африка (англ. South-West Africa).

## Географічне положення
Намібія — південноафриканська країна, що межує з чотирма іншими країнами: на півночі — з Анголою (спільний кордон — 1427 км) і Замбією (244 км), на сході — з Ботсваною (1544 км), на півдні — з ПАР (1005 км). На північному сході територія Намібії вклинюється між Анголою, Ботсваною і Замбією у вигляді вузького коридору довжиною 483 км і шириною 80 км — так звана смуга Капріві, що дає країні вихід до річки Замбезі. Загальна довжина державного кордону — 4220 км. Намібія на заході омивається водами Атлантичного океану. Загальна довжина морського узбережжя 1572 км.

Карта Намібії від ООН (англ.)Карта Намібії від ООН (англ.)
Порівняння розмірів території Намібії та СШАПорівняння розмірів території Намібії та США
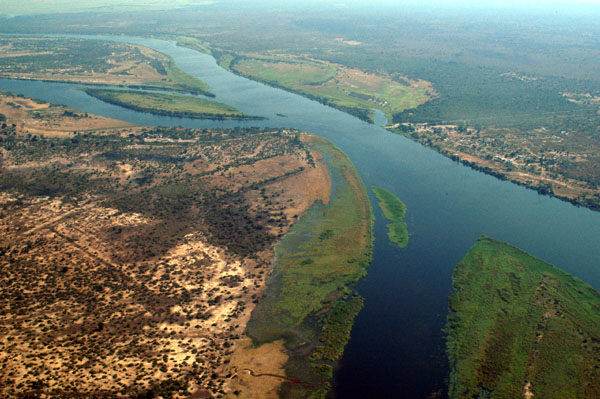
Кордони чотирьох держав на Замбезі

Згідно з Конвенцією Організації Об'єднаних Націй з морського права (UNCLOS) 1982 року, протяжність територіальних вод країни встановлено в 12 морських миль (22,2 км). Прилегла зона, що примикає до територіальних вод, в якій держава може здійснювати контроль необхідний для запобігання порушень митних, фіскальних, імміграційних або санітарних законів простягається на 24 морські милі (44,4 км) від узбережжя (стаття 33). Виключна економічна зона встановлена на відстань 200 морських миль (370,4 км) від узбережжя.

### Час
Час у Намібії: UTC+1 (-1 година різниці часу з Києвом). Літній час вводиться першої неділі вересня переводом годинникової стрілки на 1 годину вперед, скасовується в першу неділю квітня переводом годинникової стрілки на 1 годину назад.

## Геологія
У тектонічному відношенні територія Намібії складається з двох древніх геологічних платформ (кратонів), Конго — на півночі, Калахарі — на півдні. Область між ними займає геологічний пояс Дамара однойменного орогенезу 580—550 млн років тому. Уздовж атлантичного узбережжя геологічні пояси Каоко і Гаріп, залишки океану Адамастор (Протоатлантики) до остаточного відділення південноамериканських платформ Сан-Франсіску та Ла-Плата.

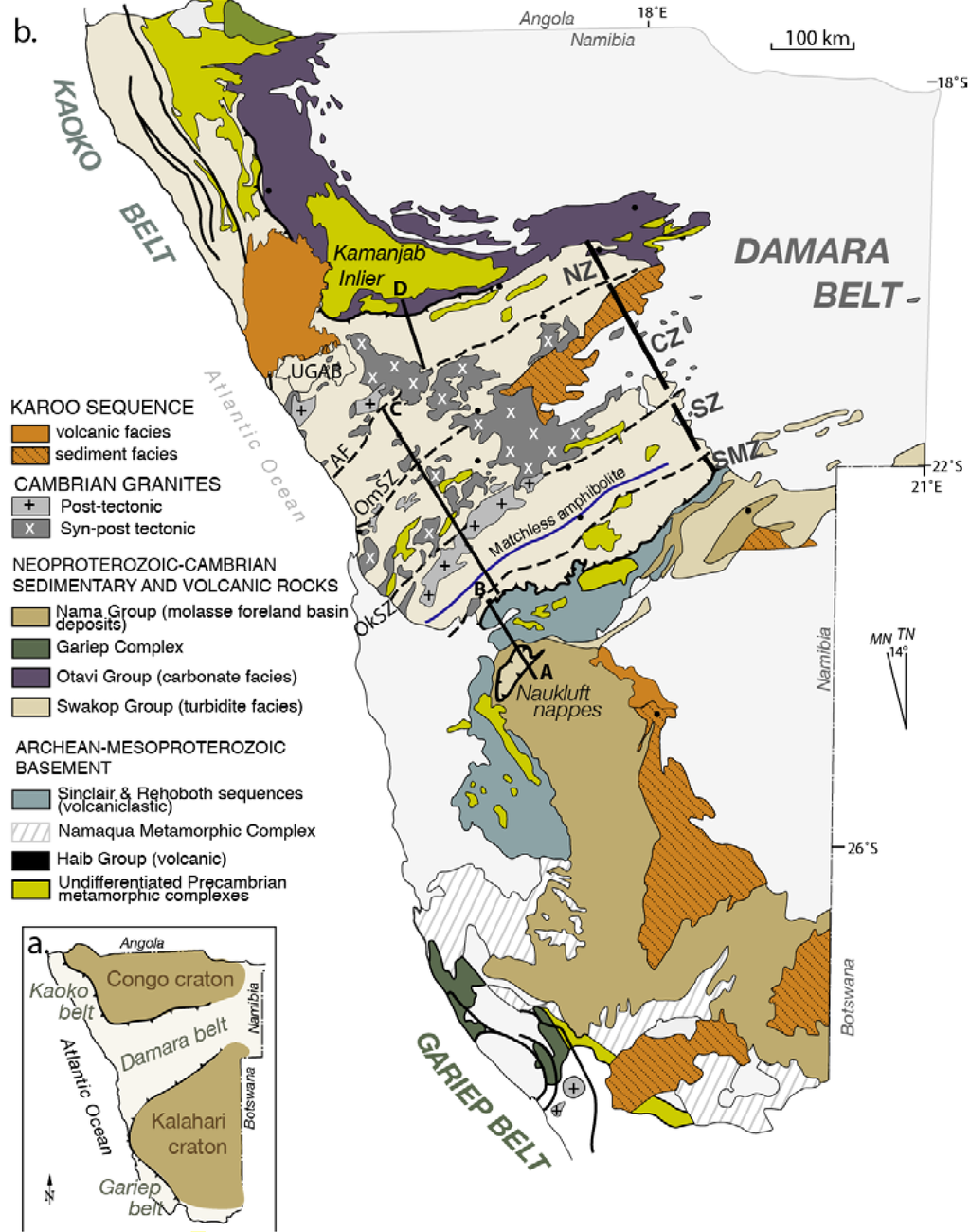
Геологія поясу Дамара (англ.)
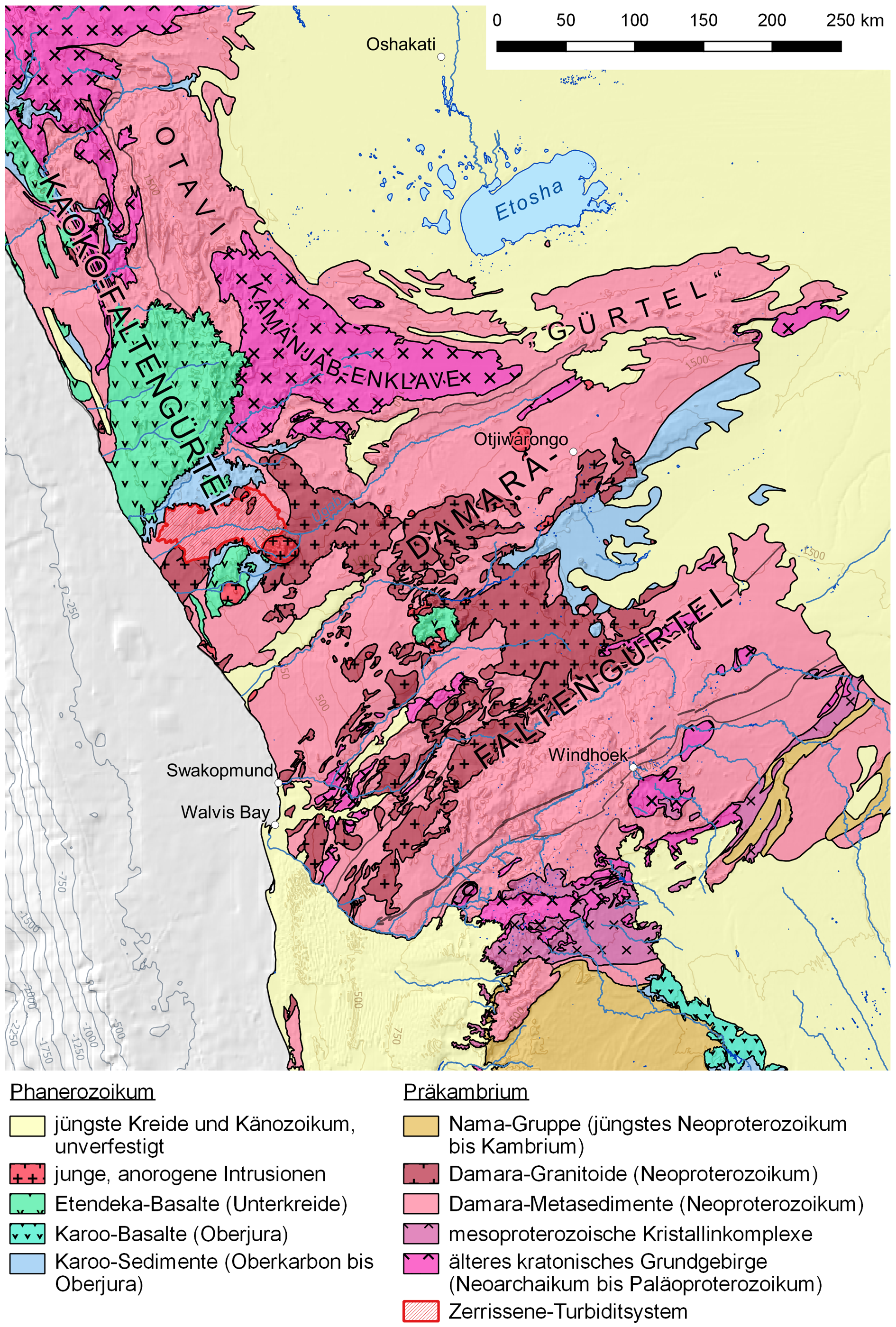
Геологія Дамарського орогенезу (нім.)
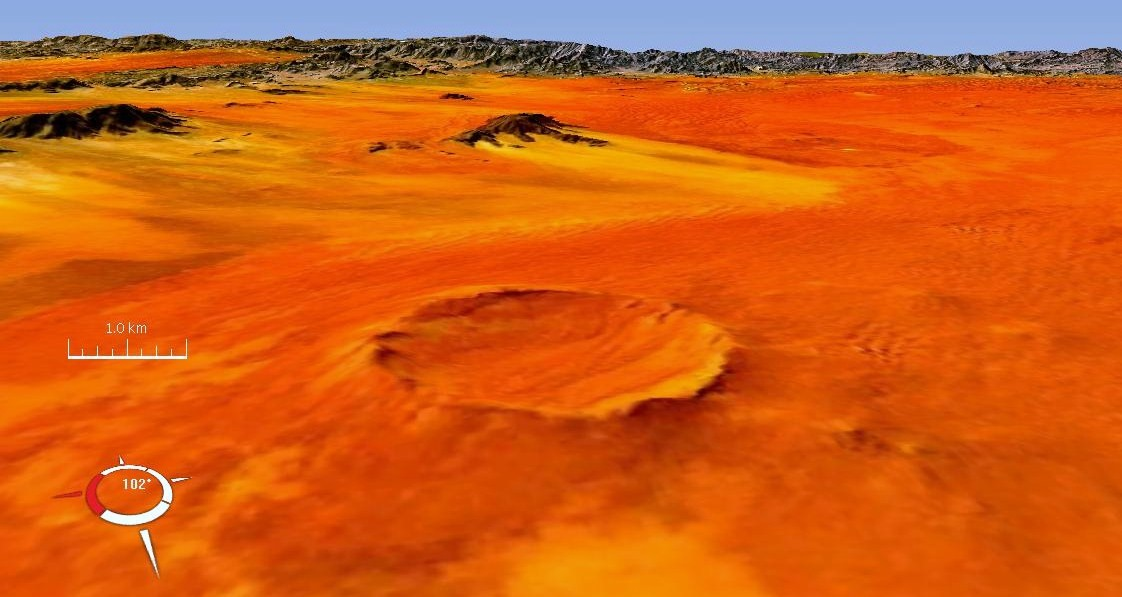
3D-моделювання астроблеми Ротер-Камм

### Вулканізм

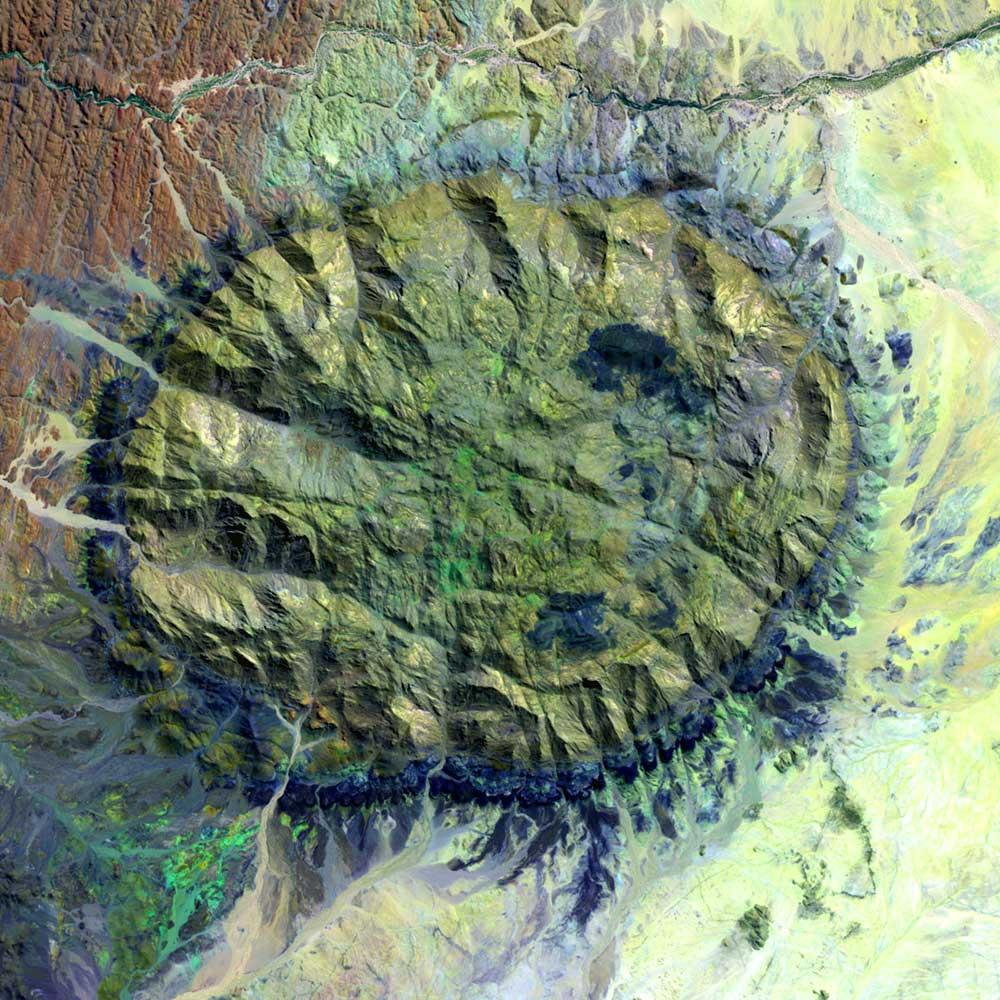
Гігантський лаколіт Брандберг з космосу
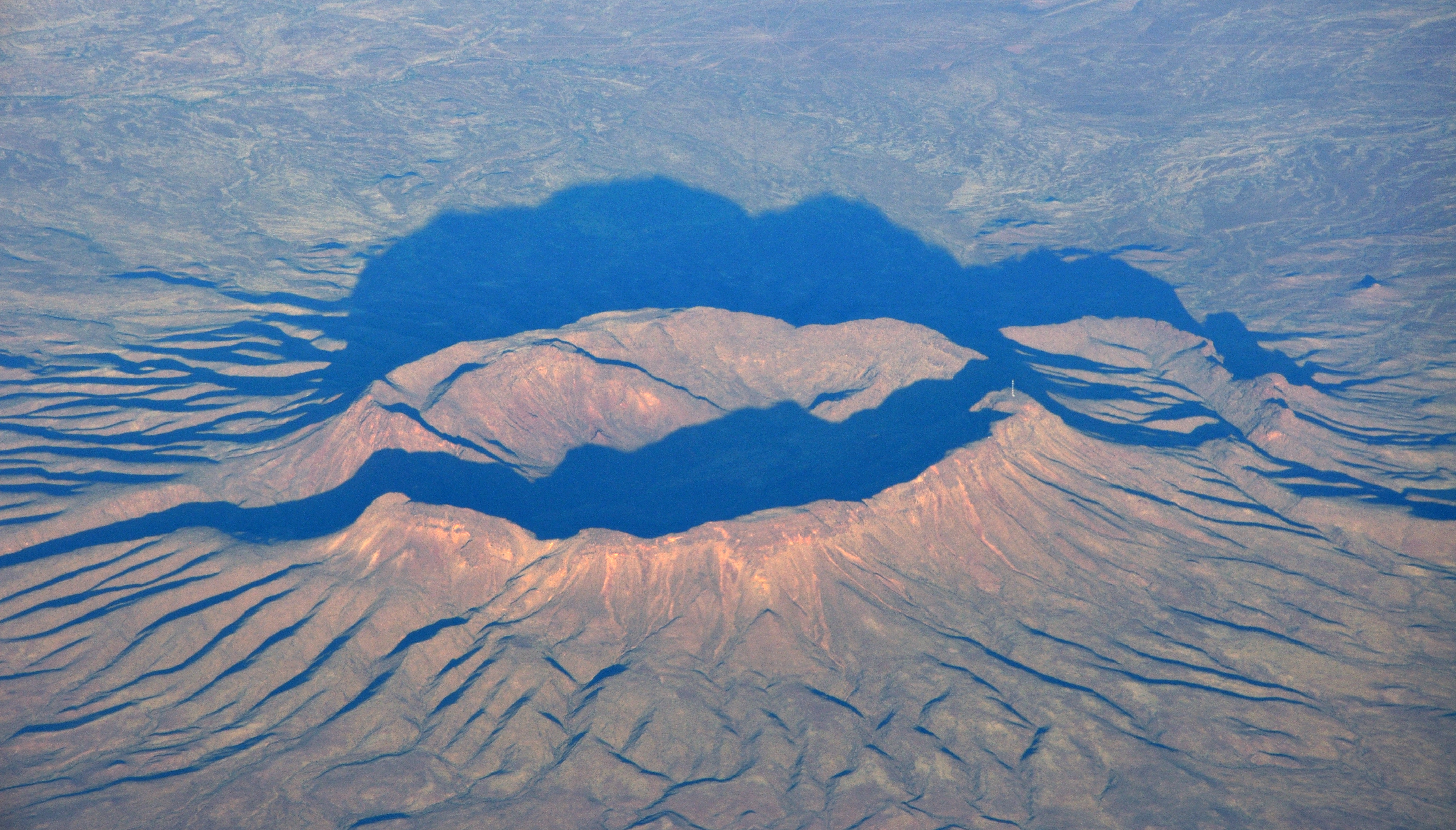
Вулкан Бруккаро

## Рельєф
Більша частина території країни — плоскогір'я (до 2600 м), яке ступінчастим уступом обривається до прибережної пустелі Наміб. Середні висоти — 1141 м; найнижча точка — рівень вод Атлантичного океану (0 м); найвища точка — гора Брандберг (Кенігштейн) (2606 м).
Уздовж узбережжя — пустеля Наміб, шириною 50-130 км, яка займає близько 20 % території країни. Вітер переміщує прибережні піски з півдня на північ і утворює біло-жовті дюни висотою до 40 м. За прибережними дюнами тягнеться ланцюг довгих вузьких лагун. Тут зустрічаються солончакові западини округлої або овальної форми. З віддаленням від берега забарвлення дюн поступово переходить в червоне через збільшення вмісту оксидів заліза. Дюни у внутрішніх районах пустелі Наміб найвищі у світі (до 300 м), заввишки з Ейфелеву вежу.

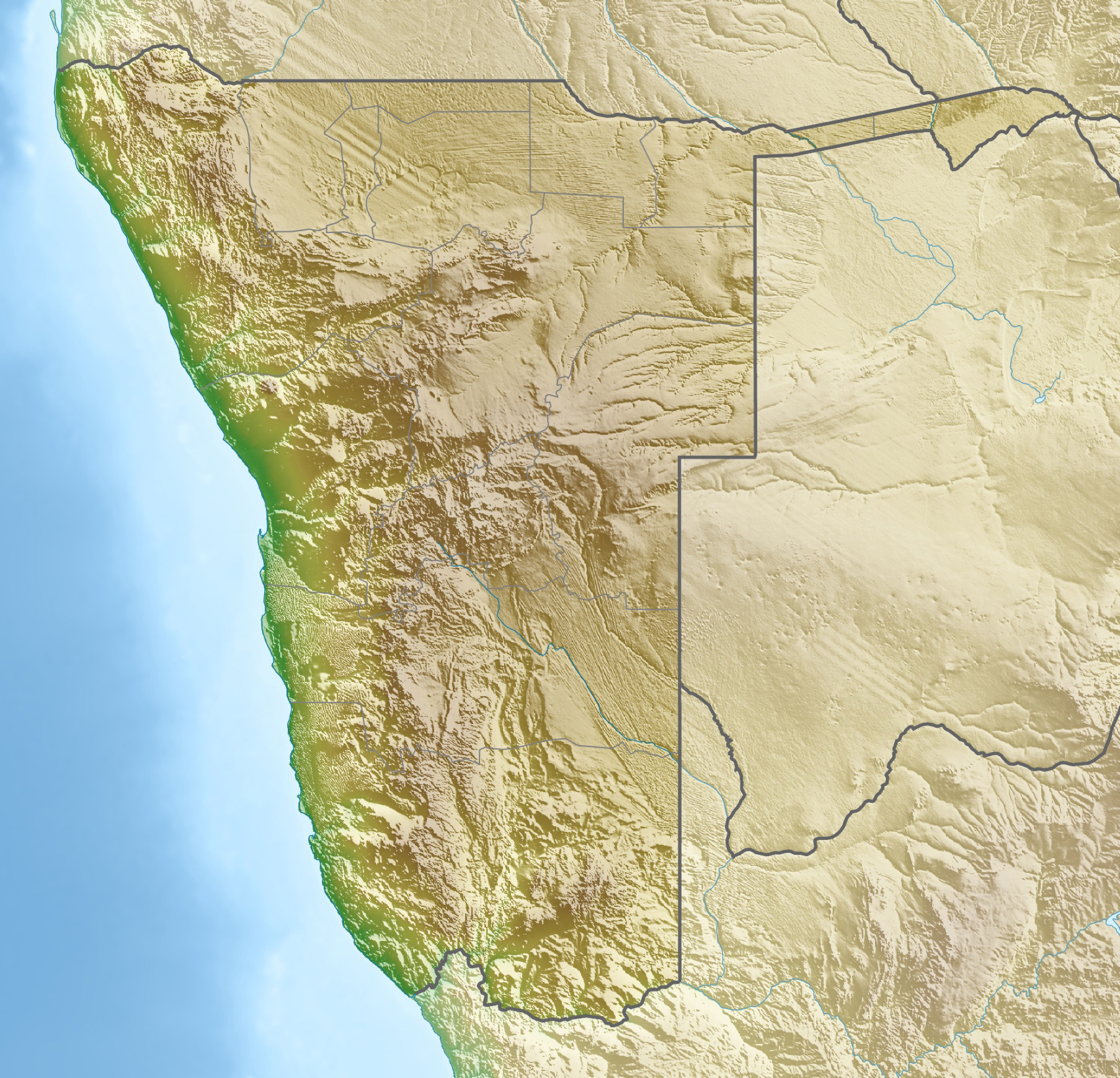
Рельєф Намібії
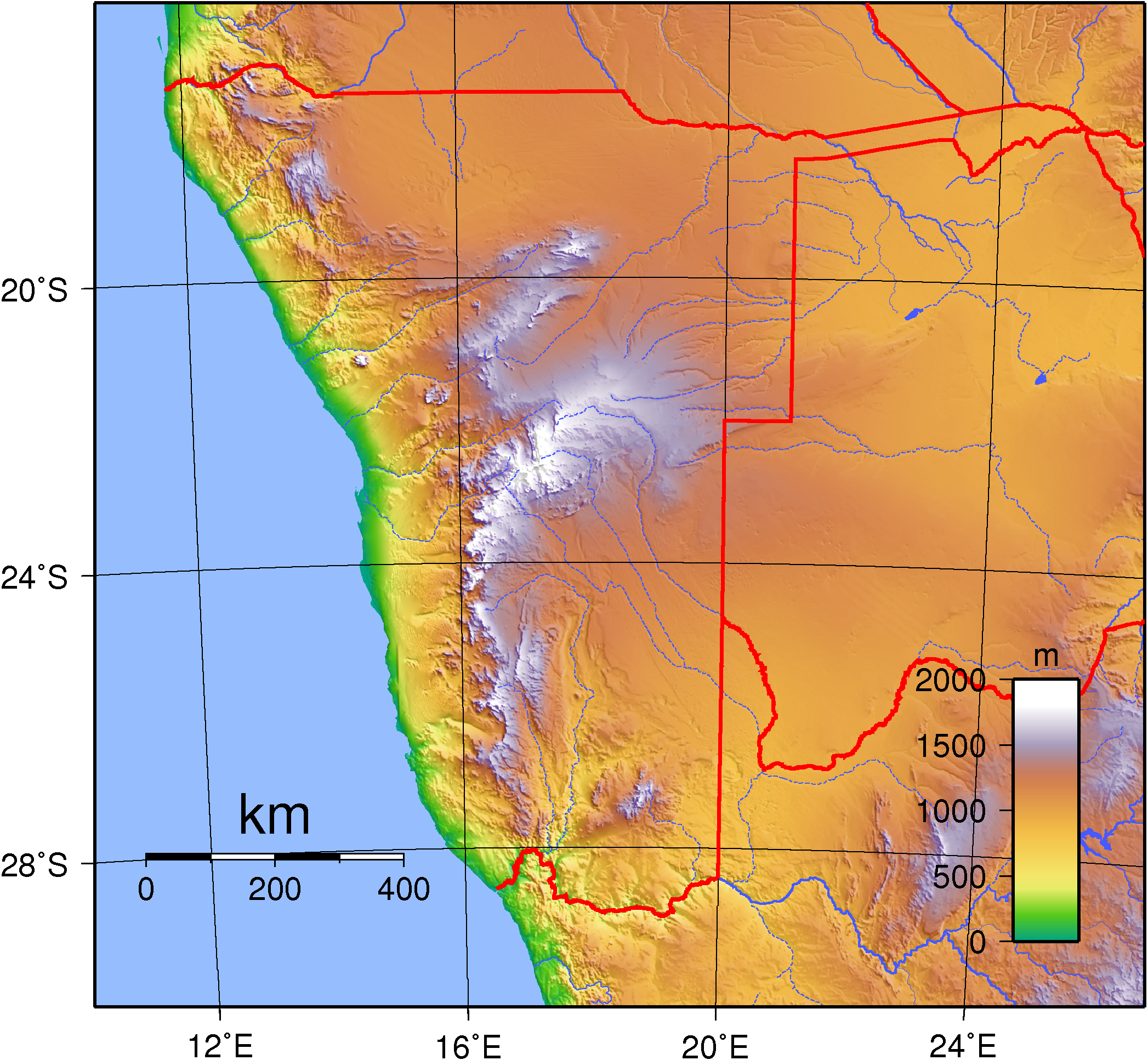
Гіпсометрична карта Намібії
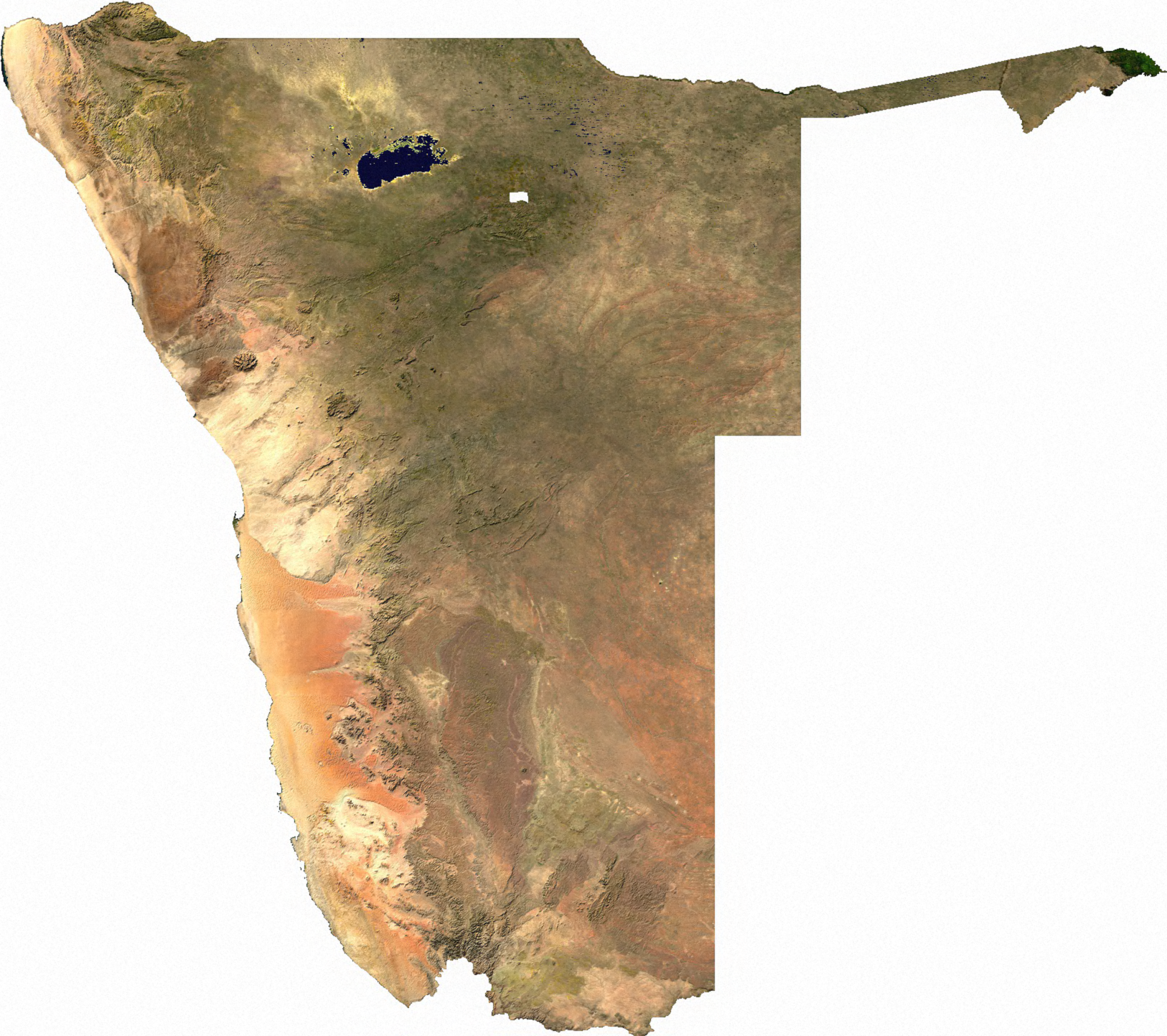
Супутниковий знімок поверхні країни
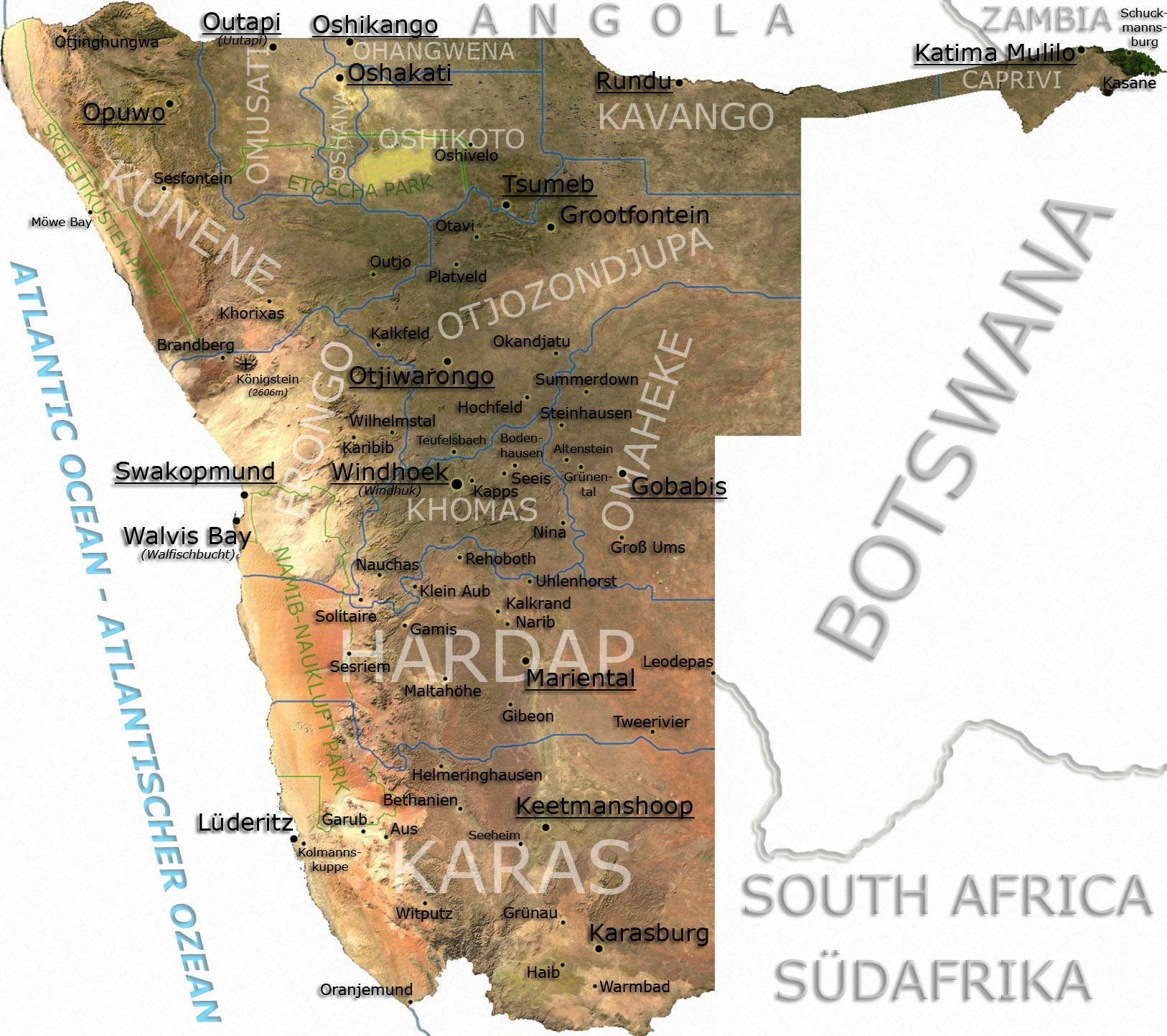
Карта країни (нім.)

На сході поверхня пустелі Наміб рівнями підіймається до Великого ескарпу (уступу). Тут місцями підносяться численні останцеві плато і гори. Одна з них — лаколіт Брандберґ (2579 м), складена гранітами, найвища точка країни. Вона оточена нижчими горами, які отримали назву «Дванадцять Апостолів». У печерах і на схилах Брандберґа збереглися наскельні малюнки первісних людей.
Великий Уступ служить західним кордоном плоскогір'я, складеного кристалічними породами, переважно гранітами і гнейсами, які місцями перекриті кварцитами, пісковиками і вапняками. Плоскогір'я полого знижується в глиб материка і розчленоване на окремі масиви: Каоко, Овамбо, Дамара, Нама та ін. тектонічними западинами. Найбільша з них — Калахарі — знаходиться на висоті близько 900 м над рівнем моря. Вона вкрита червоними і білими пісками, що перекривають кристалічні породи фундаменту. Піски утворюють дюни висотою до 100 м. Каньйон Фіш-Рівер — другий за величиною у світі після Гранд-каньйону в США.

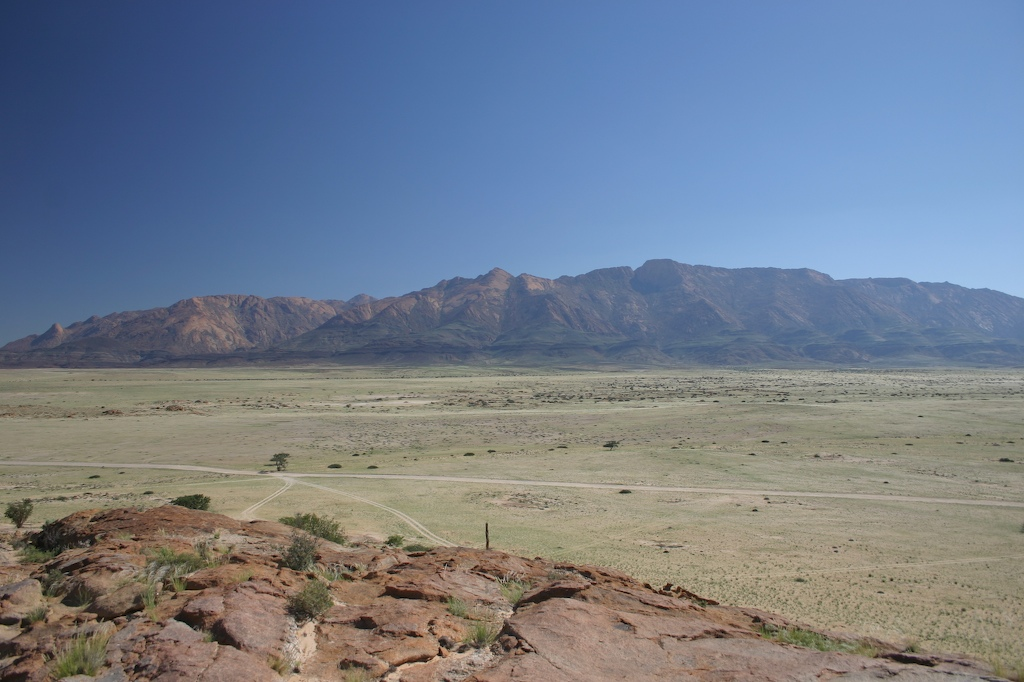
Масив Брандберг
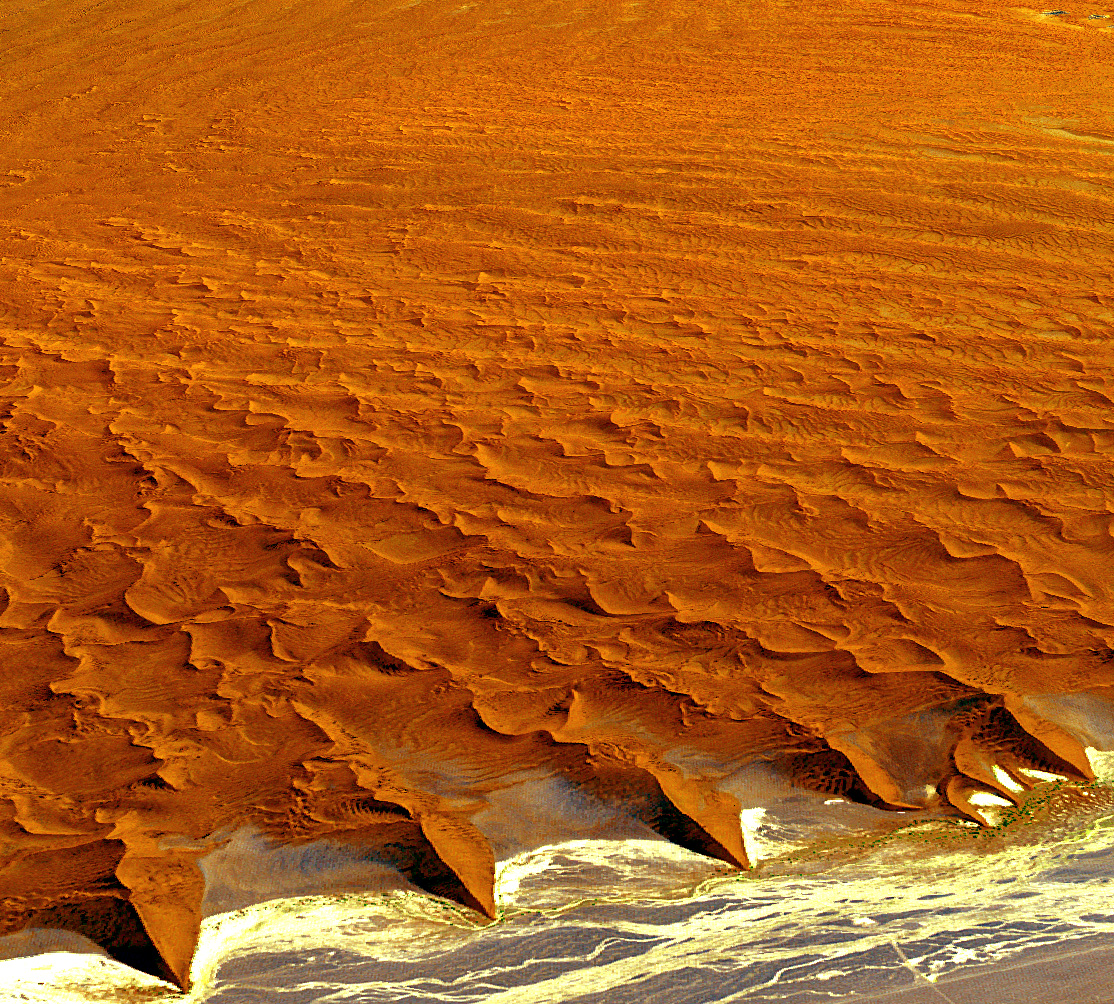
Піщані дюни Намібу
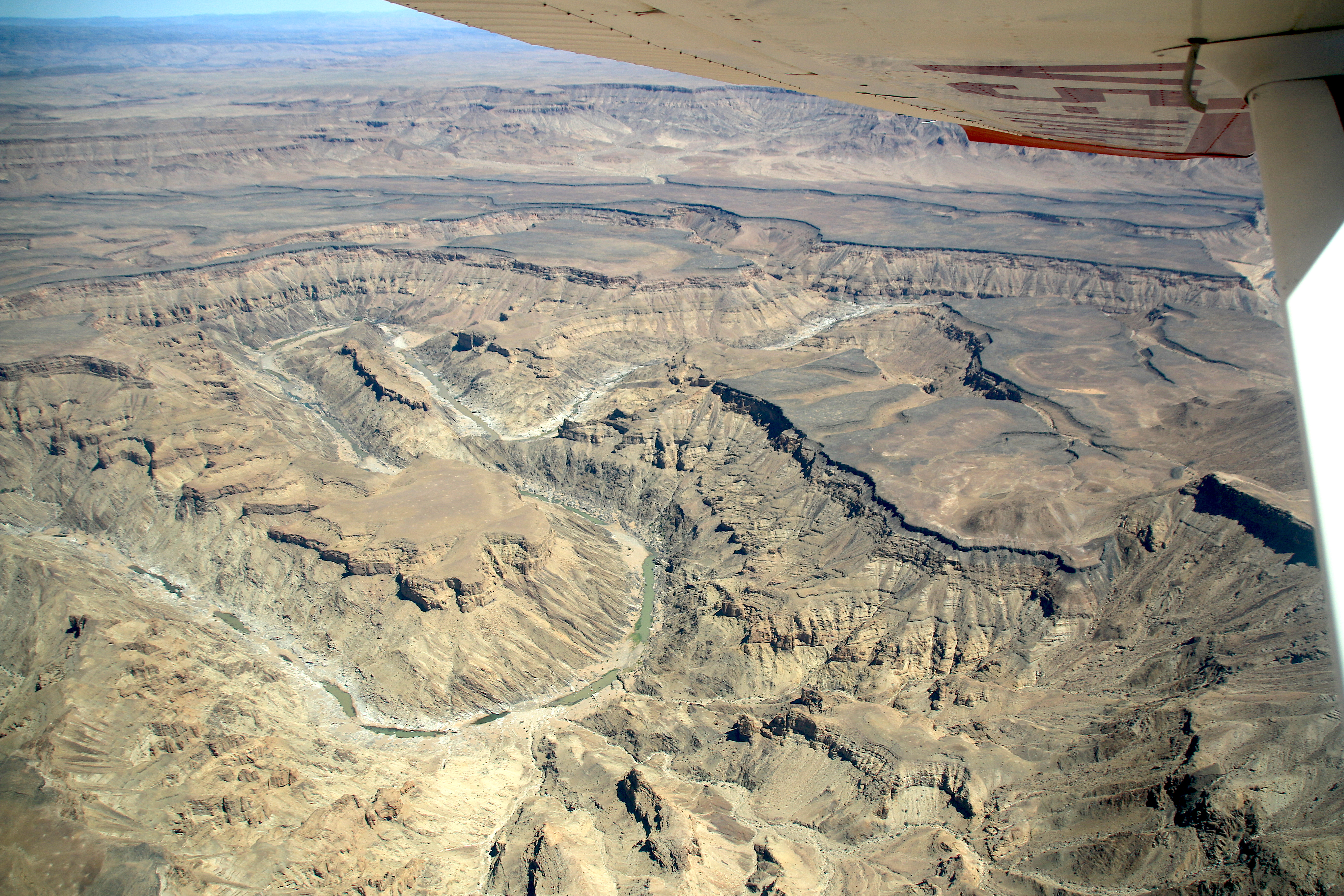
Каньйон Фіш-Рівер
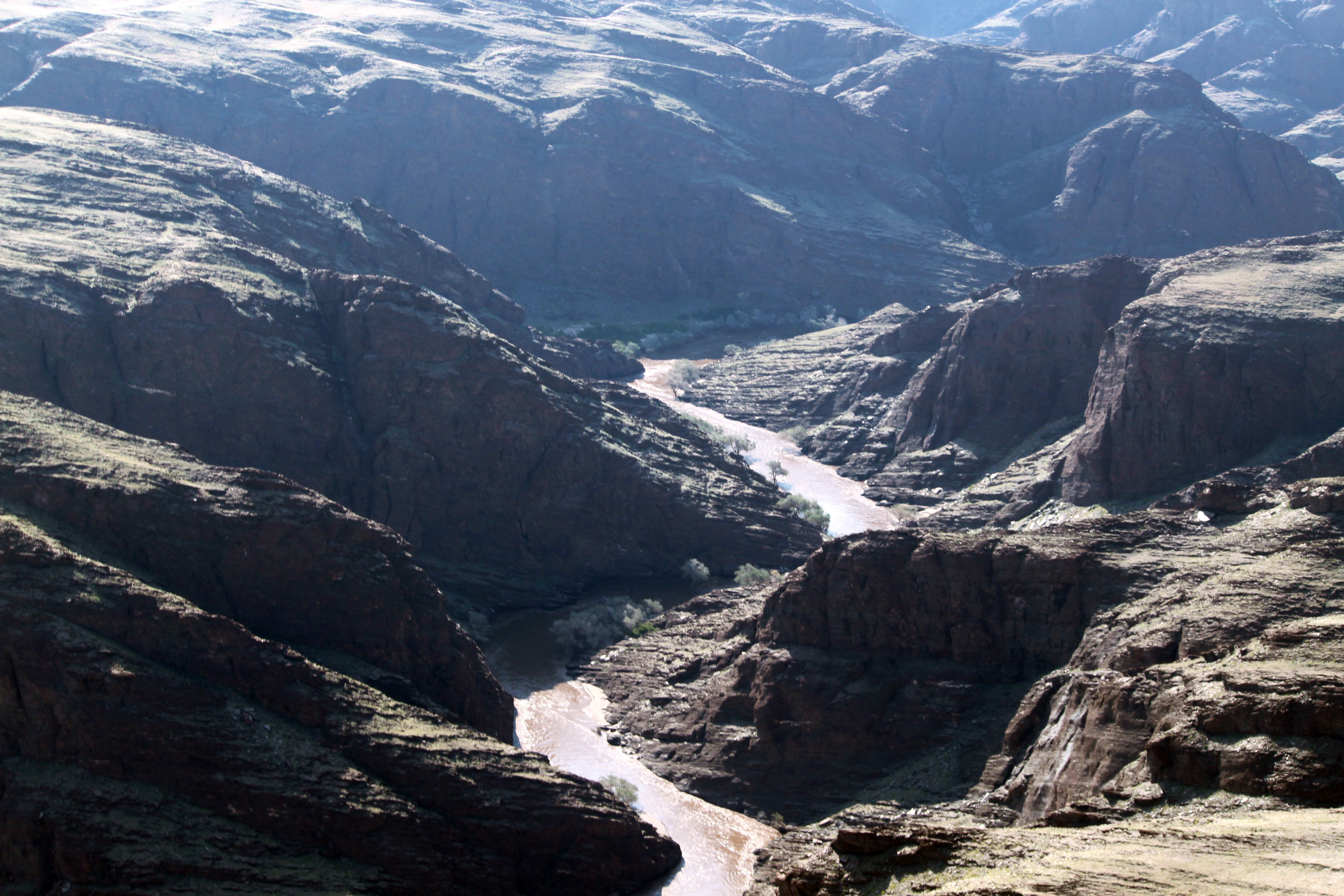
Каньйон Куїсеб
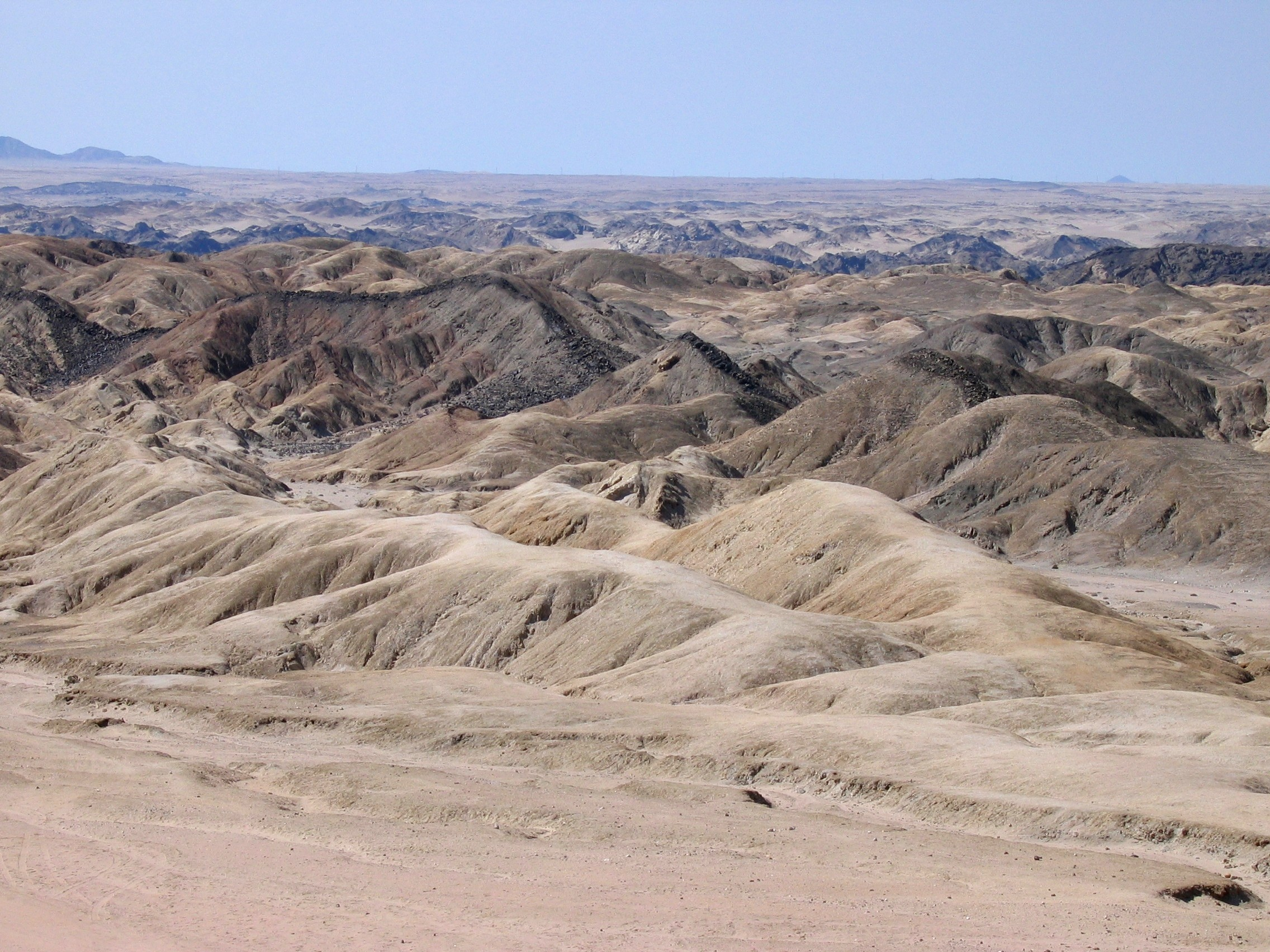
Місячний ландшафт на схід від Свакопмунда
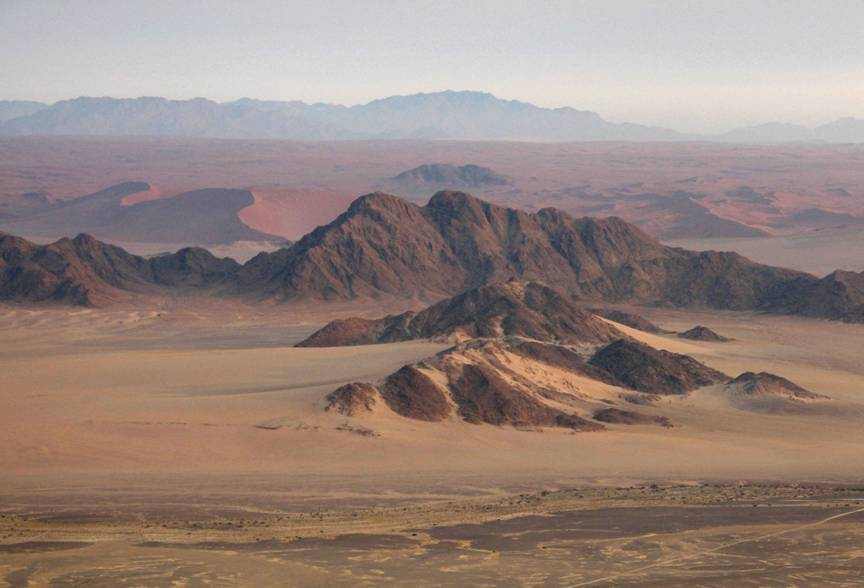
Великий Уступ в Намібії
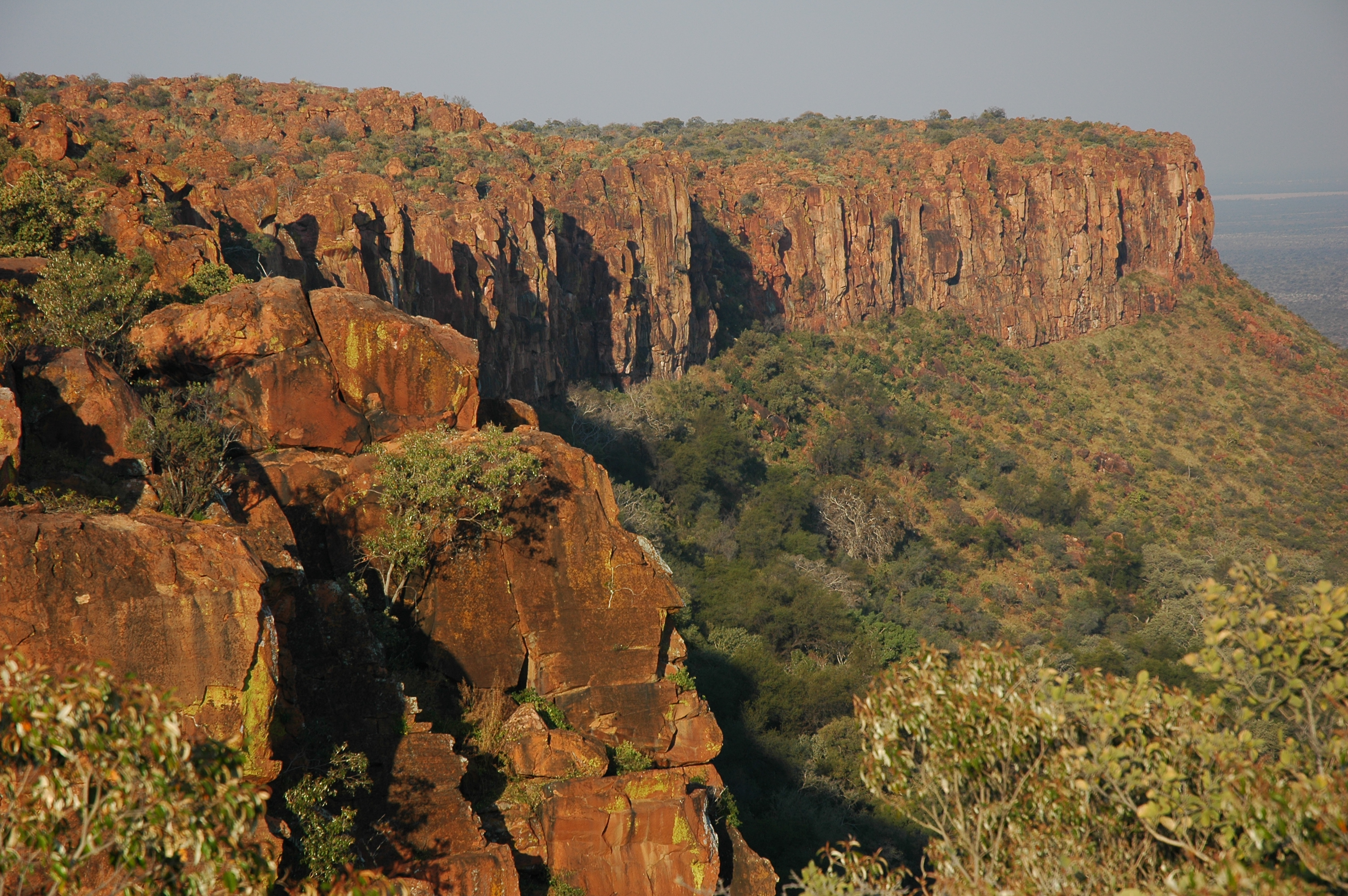
Скелі Ватерберг, палеонтологічна пам’ятка
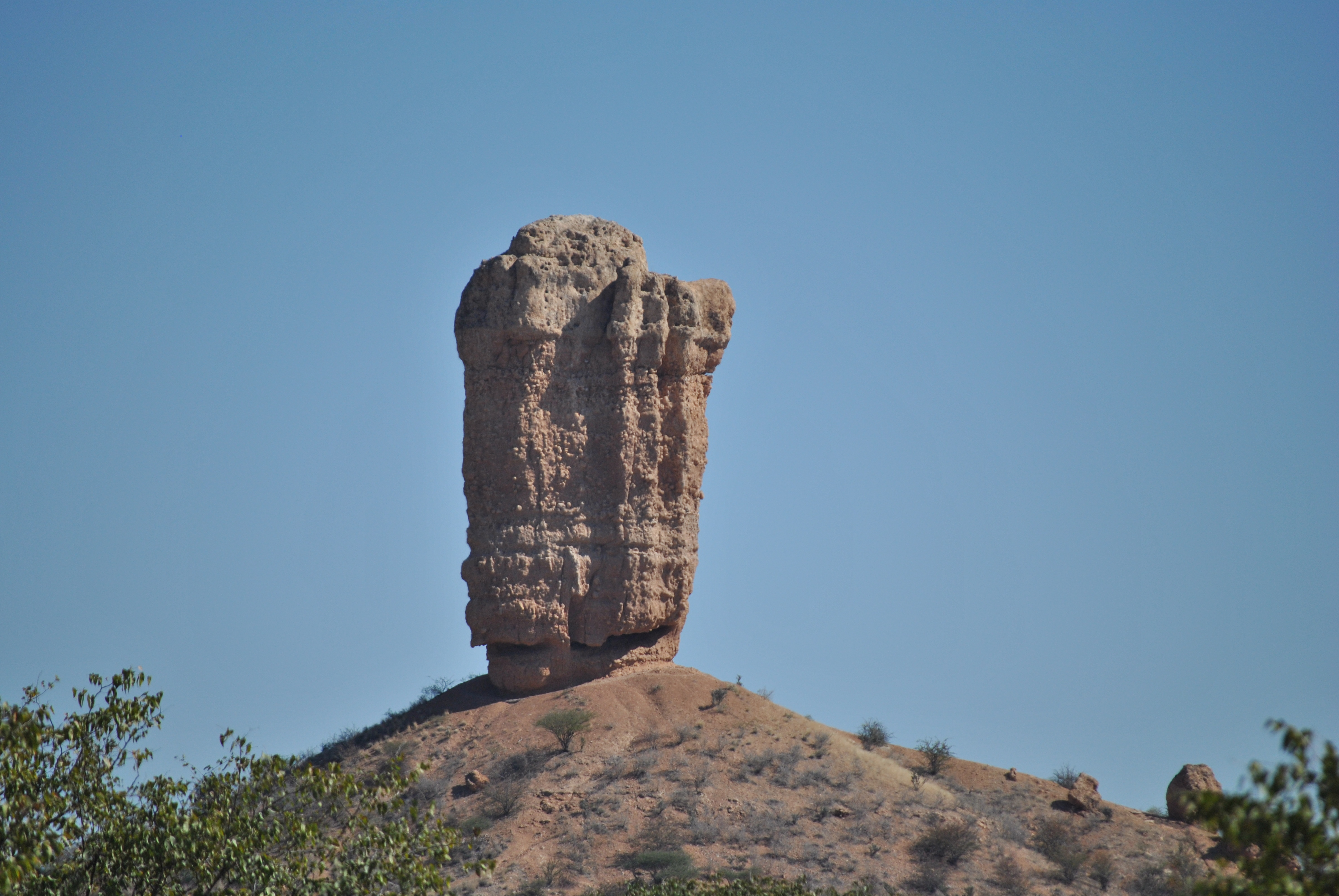
Останець Фінгеркліп

### Узбережжя
Берегова лінія загальною протяжністю близько 1500 км вирівняна. Є тільки дві зручні бухти — Волфіш-Бей і Людеріц. У північних і південних районах узбережжя складене щебенисто-галечним матеріалом, а в центральних — піщаним.

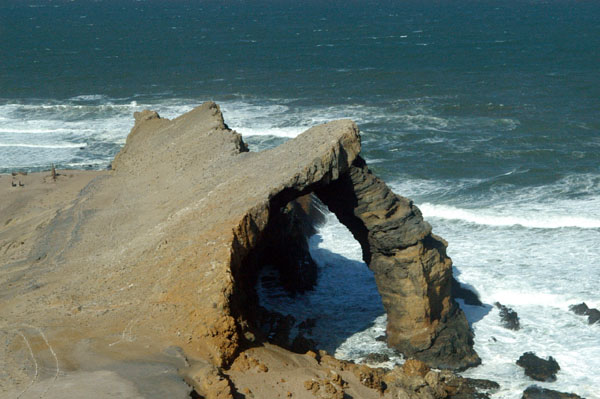
Арка поблизу Шперргебіта

## Клімат
Територія Намібії лежить у тропічному кліматичному поясі. Увесь рік панують тропічні повітряні маси. Спекотна посушлива погода з великими добовими амплітудами температури. Переважають східні пасатні вітри. На узбережжі відмічається вплив холодної Бенгельської течії, сезонний хід температури повітря чітко відстежується. Чітко простежуються пасати з високою відносною вологістю (часті тумани), проте опади майже відсутні, цілковита пустеля.

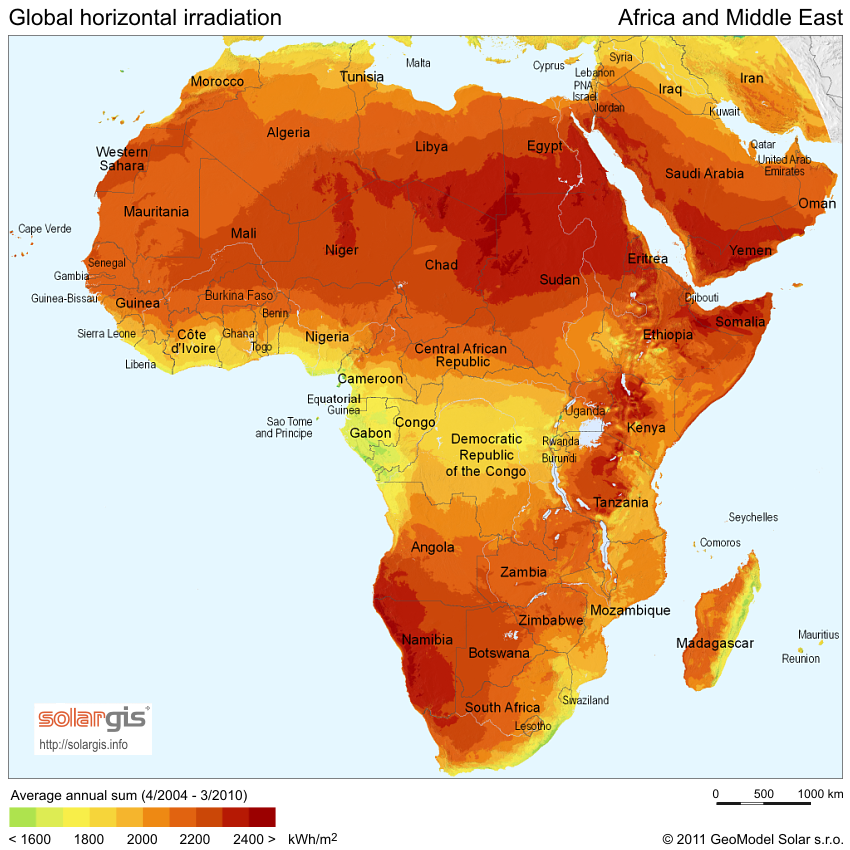
Сонячна радіація (англ.)
Кліматична карта Намібії (за Кеппеном)
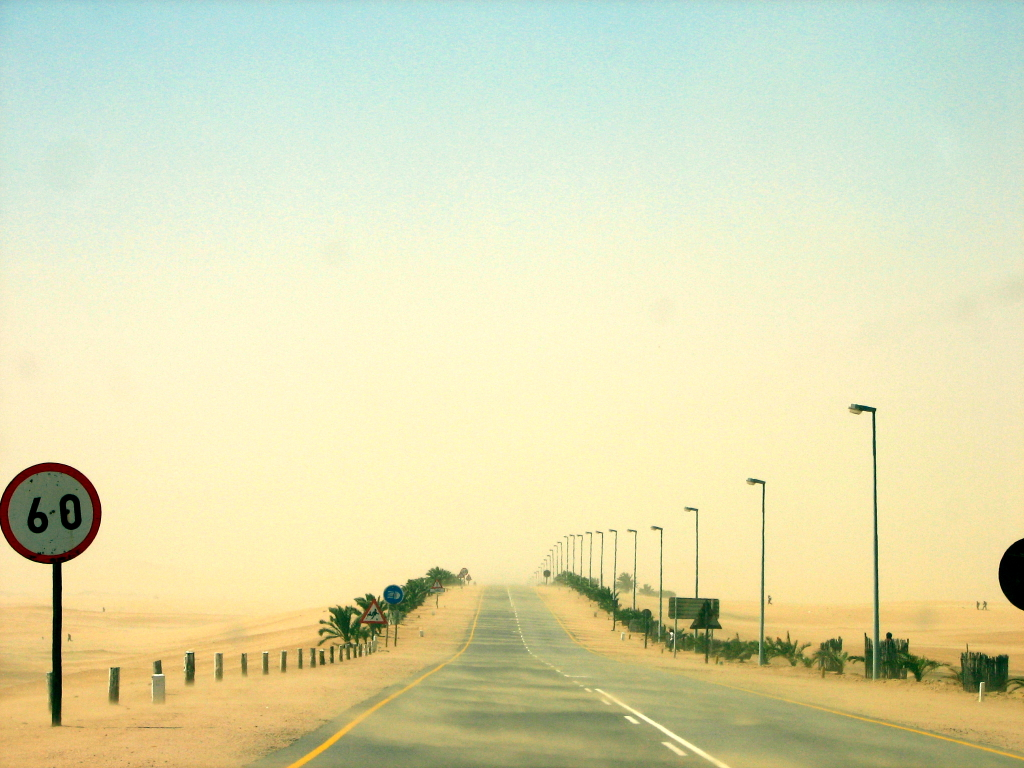
Піщана буря поблизу Свакопмунда

Намібія є членом Всесвітньої метеорологічної організації (WMO), в країні ведуться систематичні спостереження за погодою.

## Внутрішні води

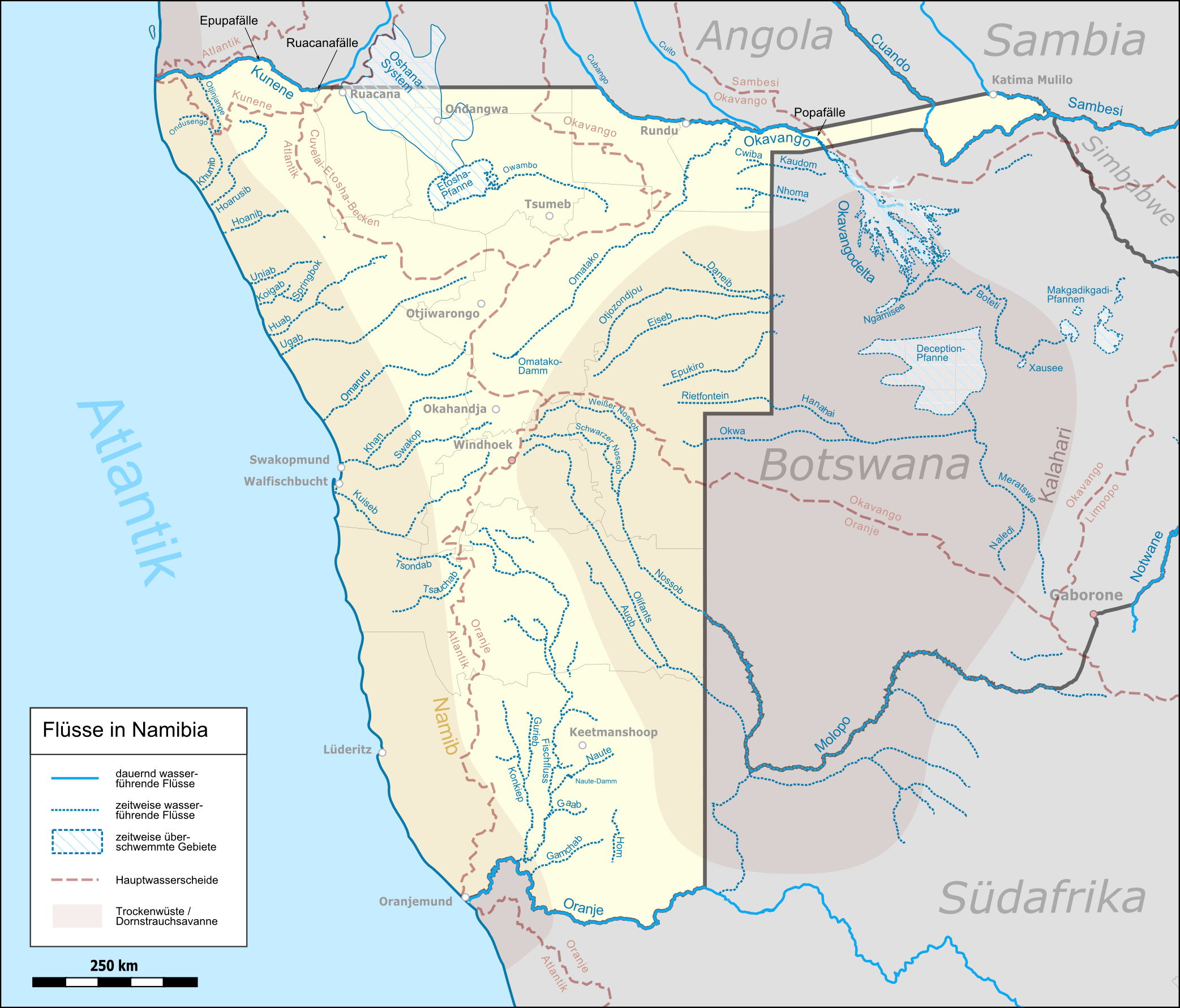
Гідрографічна мережа Намібії (нім.)
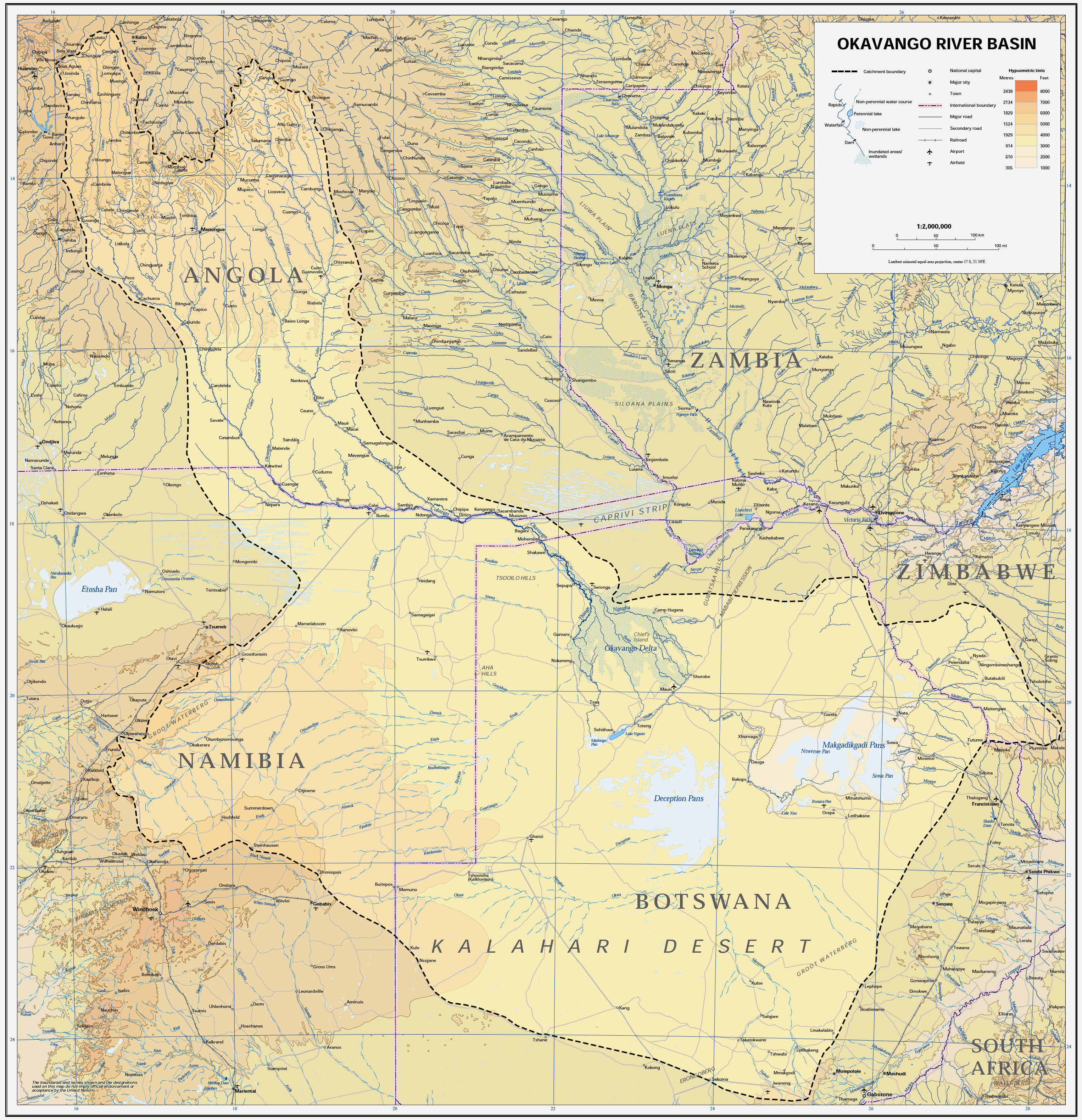
Сточище Окаванґо
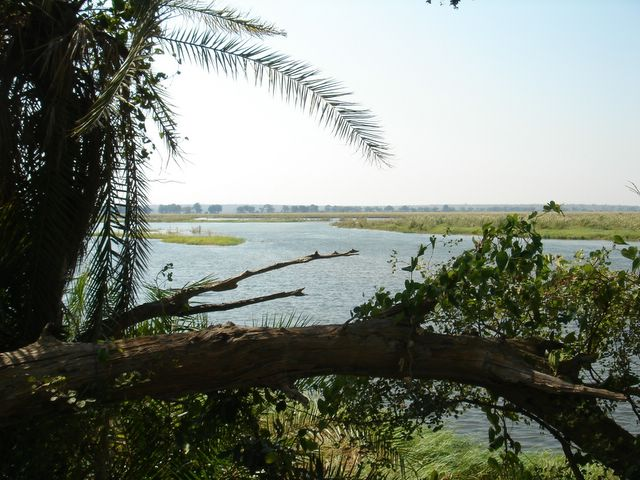
Окаванґо поблизу Рунду
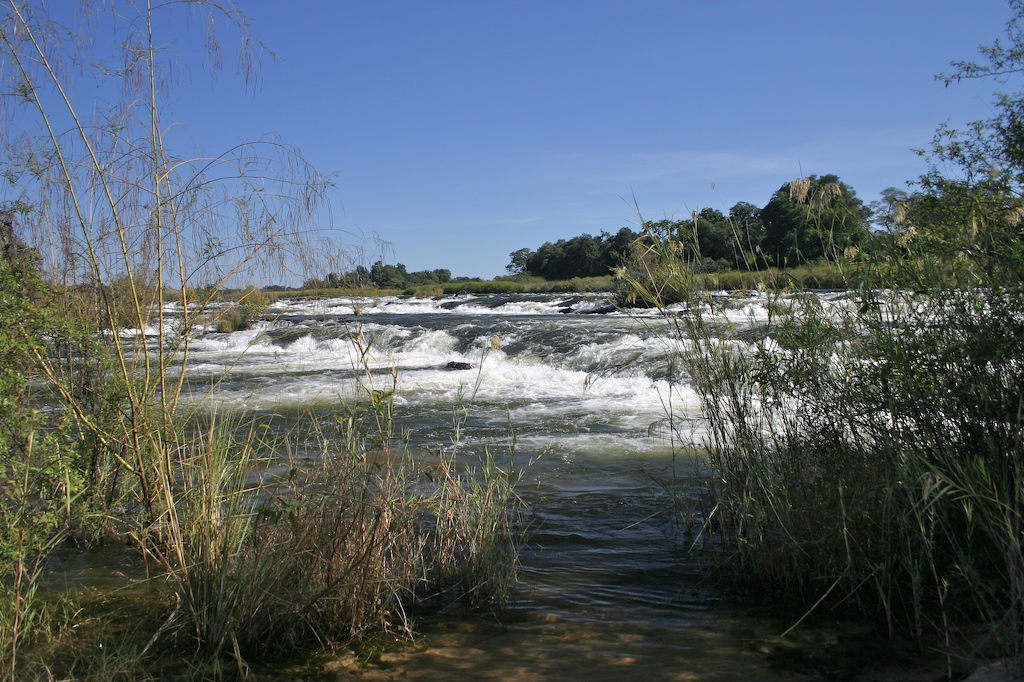
Водоспади Попа
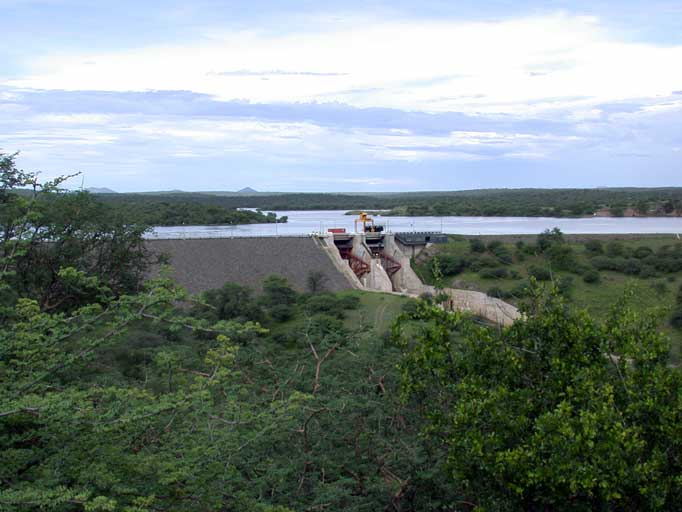
Гребля водосховища Фон-Бах

### Річки
Річки країни належать басейну Атлантичного океану; на сході — безстічним областям (Окаванґо). Найважливіші річки — на півдні Оранжева і її права притока з непостійним водотоком, Фіш-Рівер; у центральній частині — непостійні водотоки Носсоб і Оліфант; на північному кордоні — Кунене; у північно-східній — Окаванґо, Куандо та Замбезі. Річка Окаванґо впадає у величезне болото на території Ботсвани, яке має назву дельта Окаванґо. Найбільша у світі внутрішня річкова дельта, тобто дельта, що не має стоку в океан.

### Озера
На півночі Намібії в безстічній улоговині знаходиться солончак Етоша площею близько 5 тис. км². — найбільший в Африці. Коли його плоске дно, покрите вапняно-глинистою кіркою, раз на декілька років заливається водою, утворюється тимчасове озеро глибиною до 1,5 м. Тут здавна ведеться видобуток солі.

## Рослинність

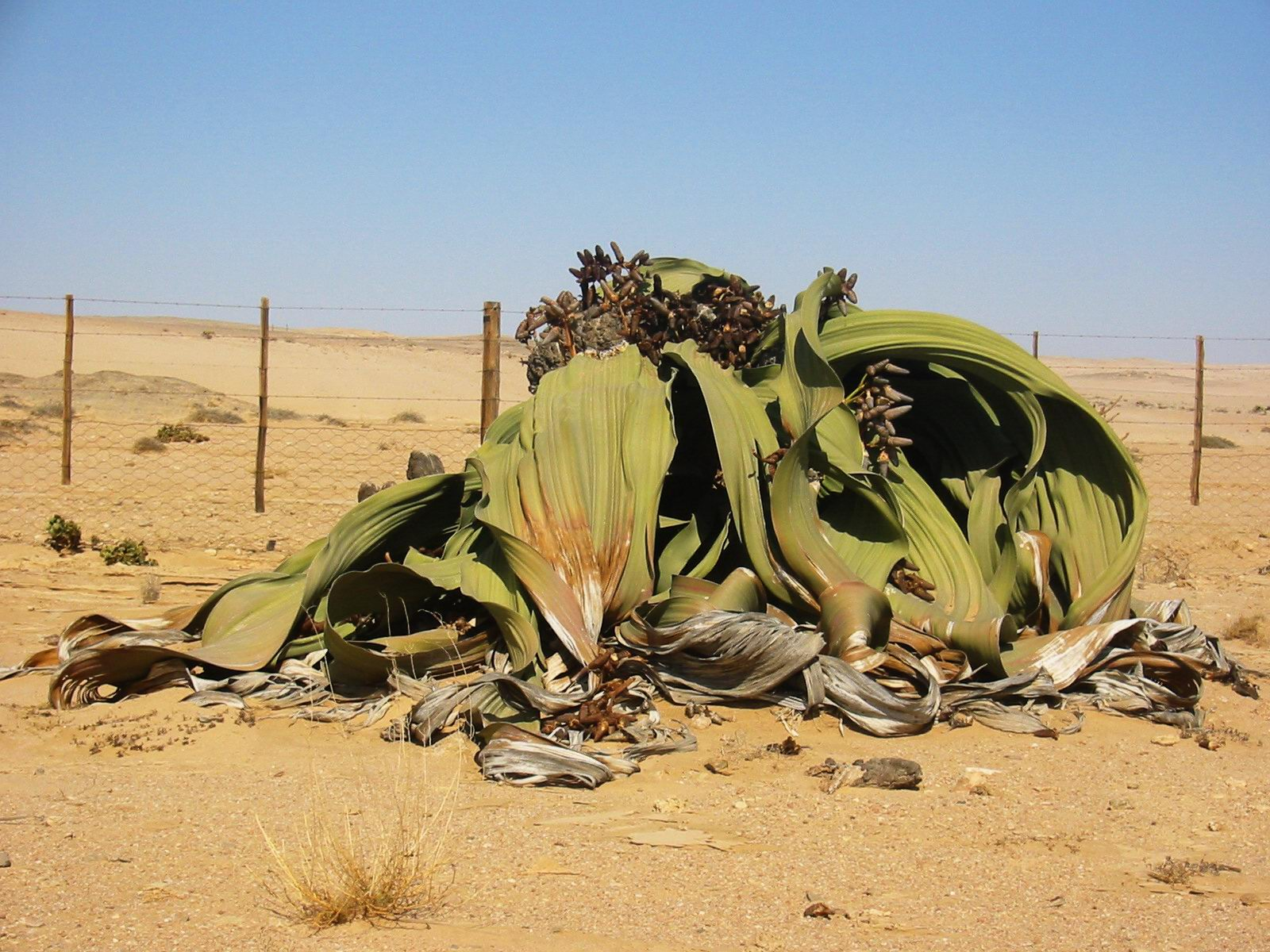
Вельвічія дивна, ендемік пустелі Наміб
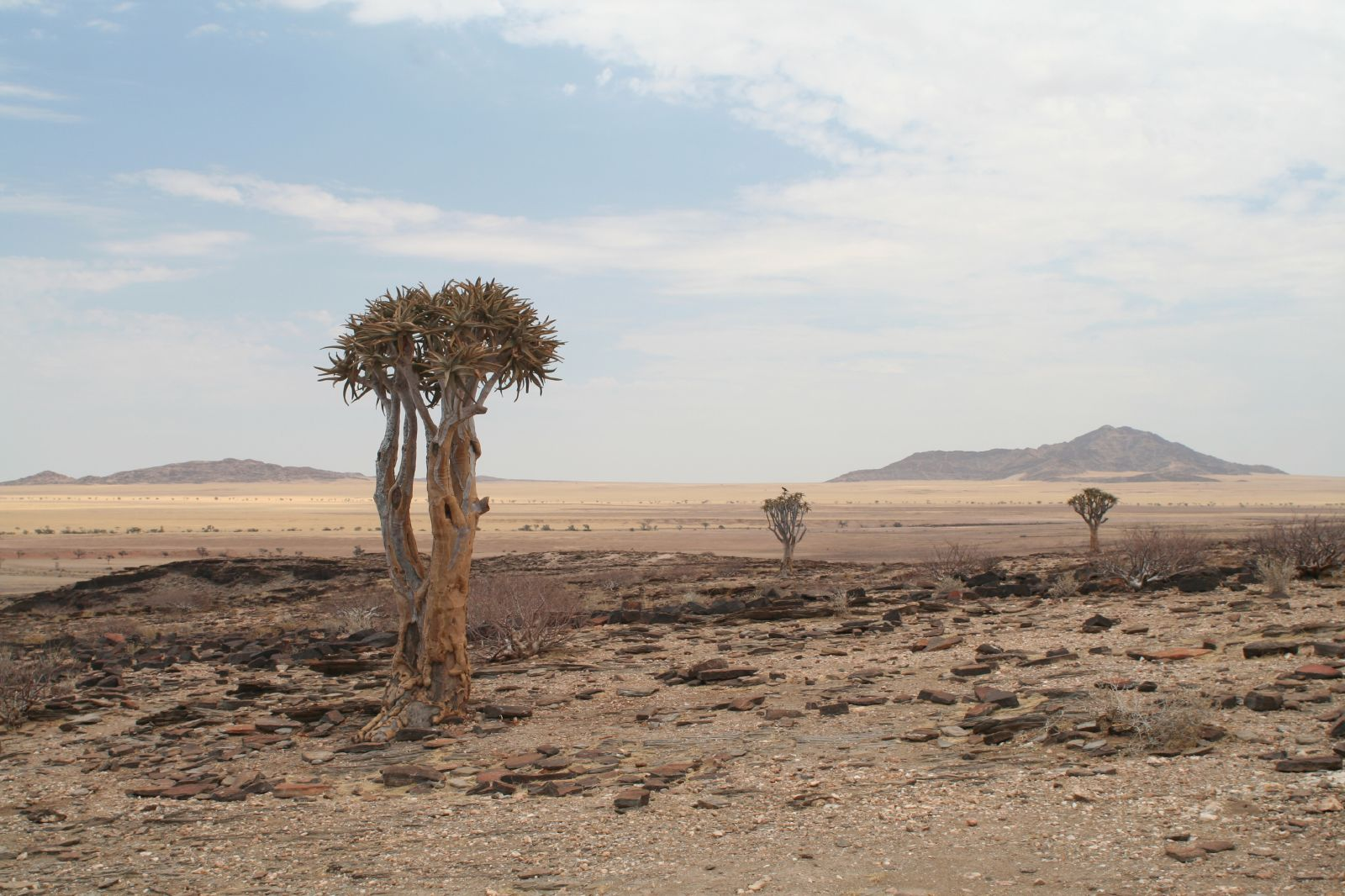
Берег Скелетів
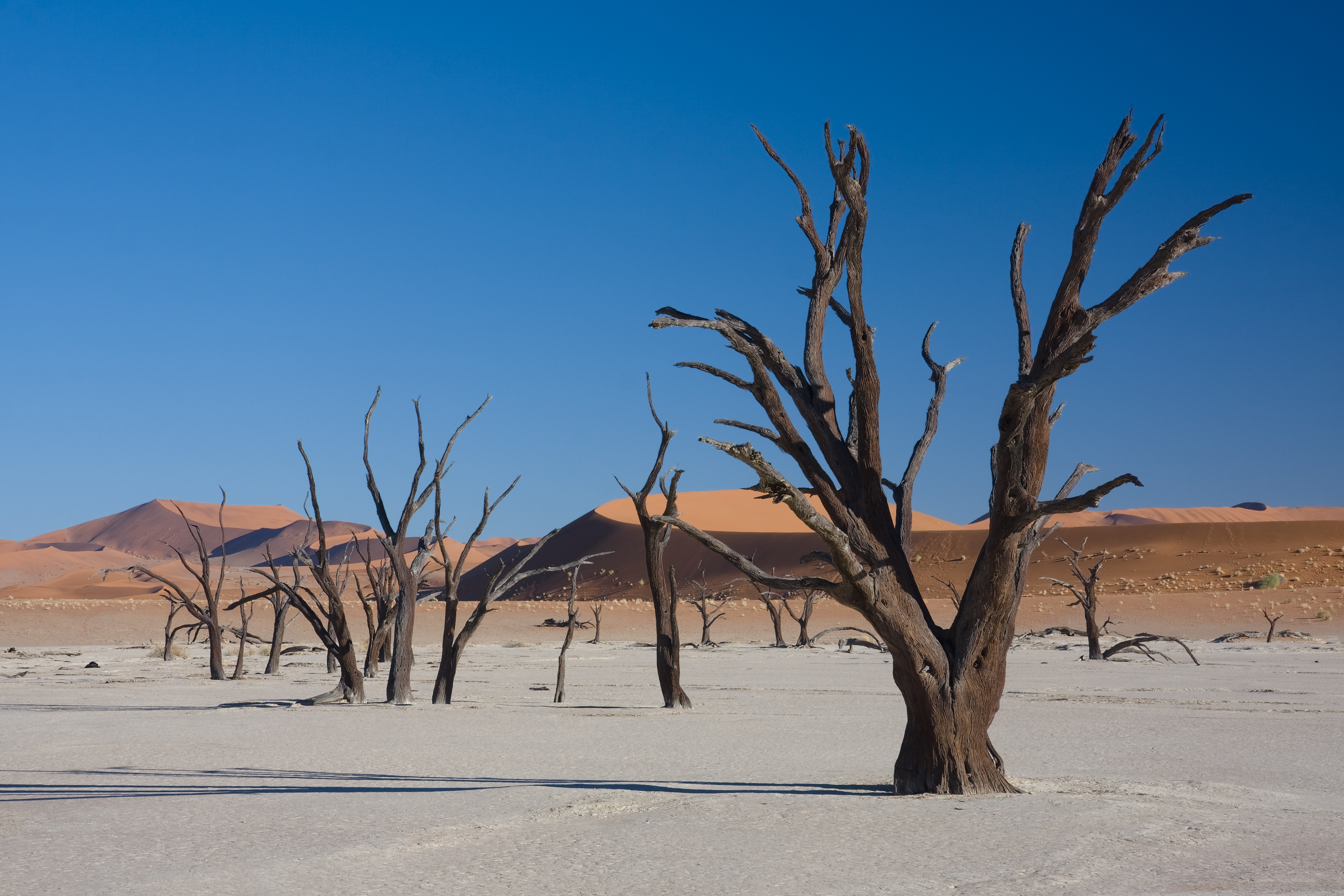
Пустеля Наміб
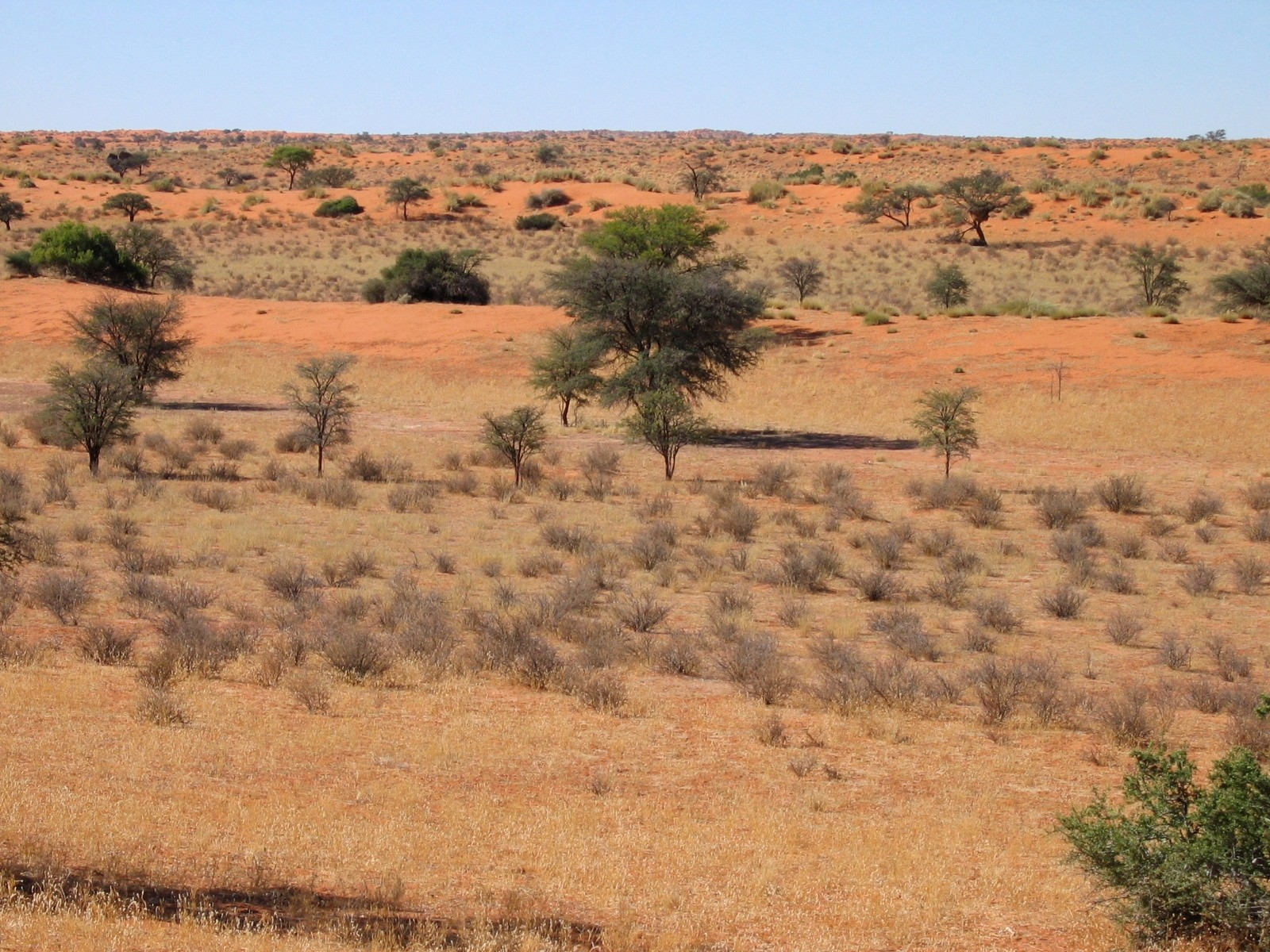
Пустеля Калахарі
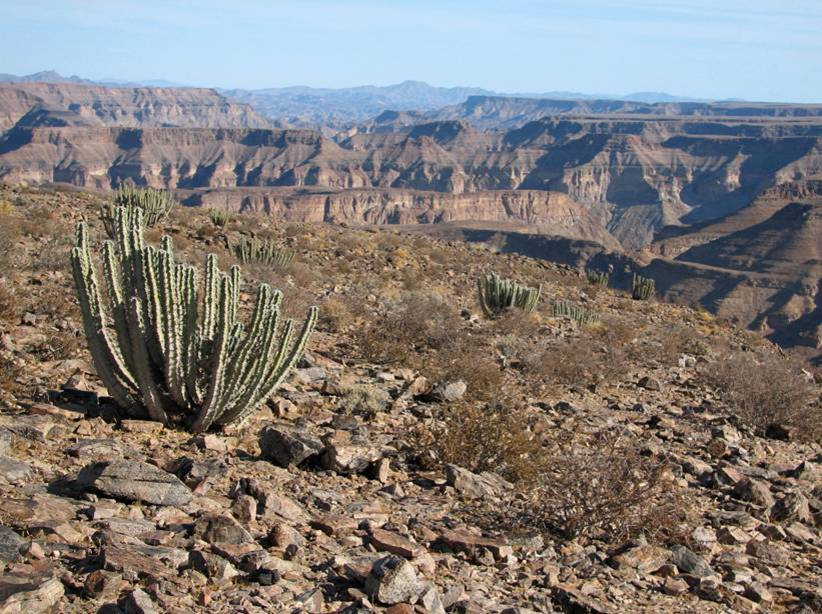
Каньйон Фіш-Рівер

## Тваринний світ
За зоогеографічним районуванням світу країна належить до Південноафриканської підобласті, північ — до Східноафриканської підобласті Ефіопської області. Тому основу тваринного населення регіону становлять зональні пустельні  й саванові угруповання тварин, а також інтразональні гірські й водно-болотні (приморські та долинно-річкові) тваринні угруповання, характерні для тропічного і субекваторіального кліматичних поясів. Домінуючими в зональних угрупованнях є ксерофільні та мезоксерофільні групи та види тварин. 

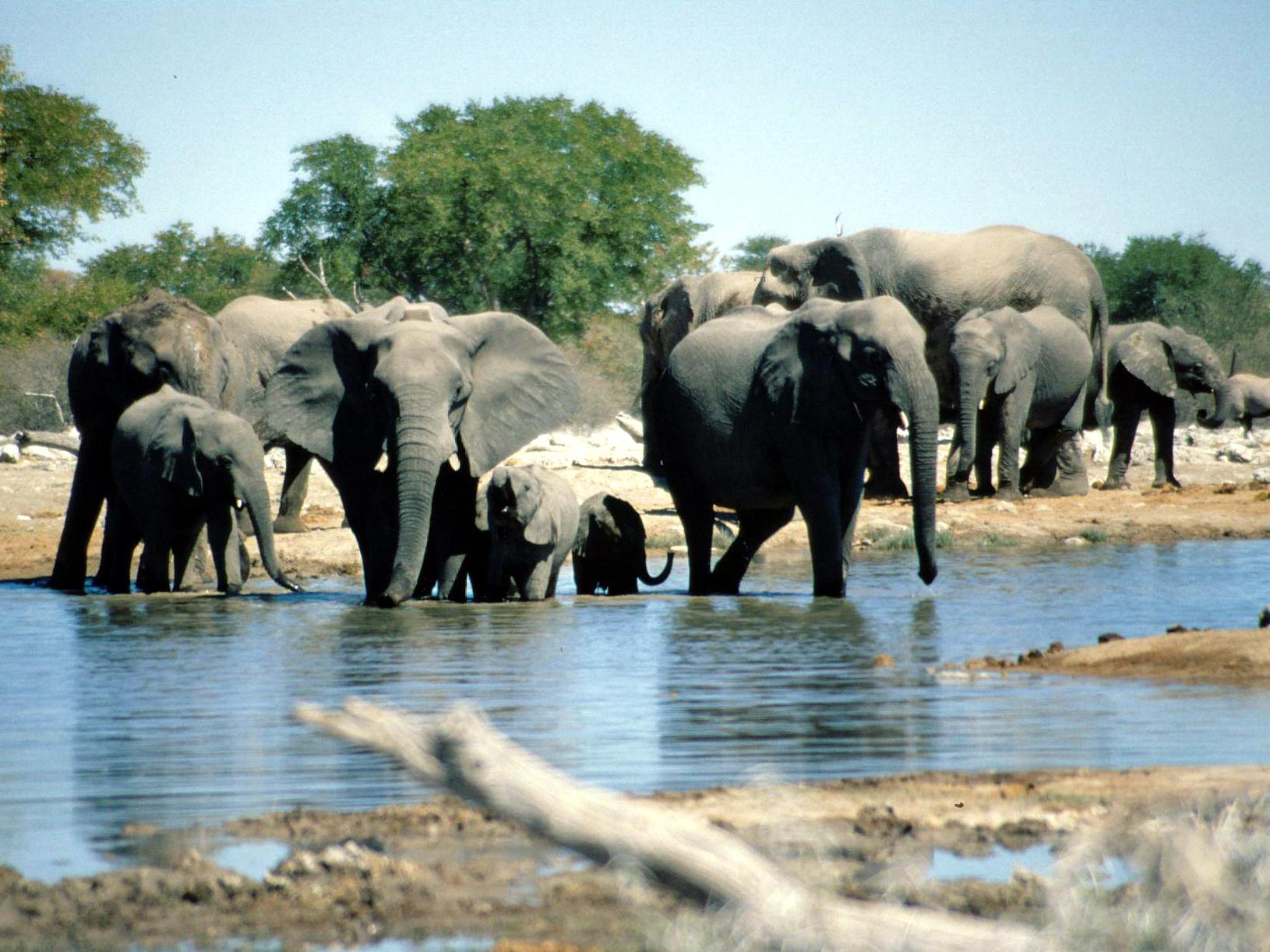
Слони в нацпарку Етоша
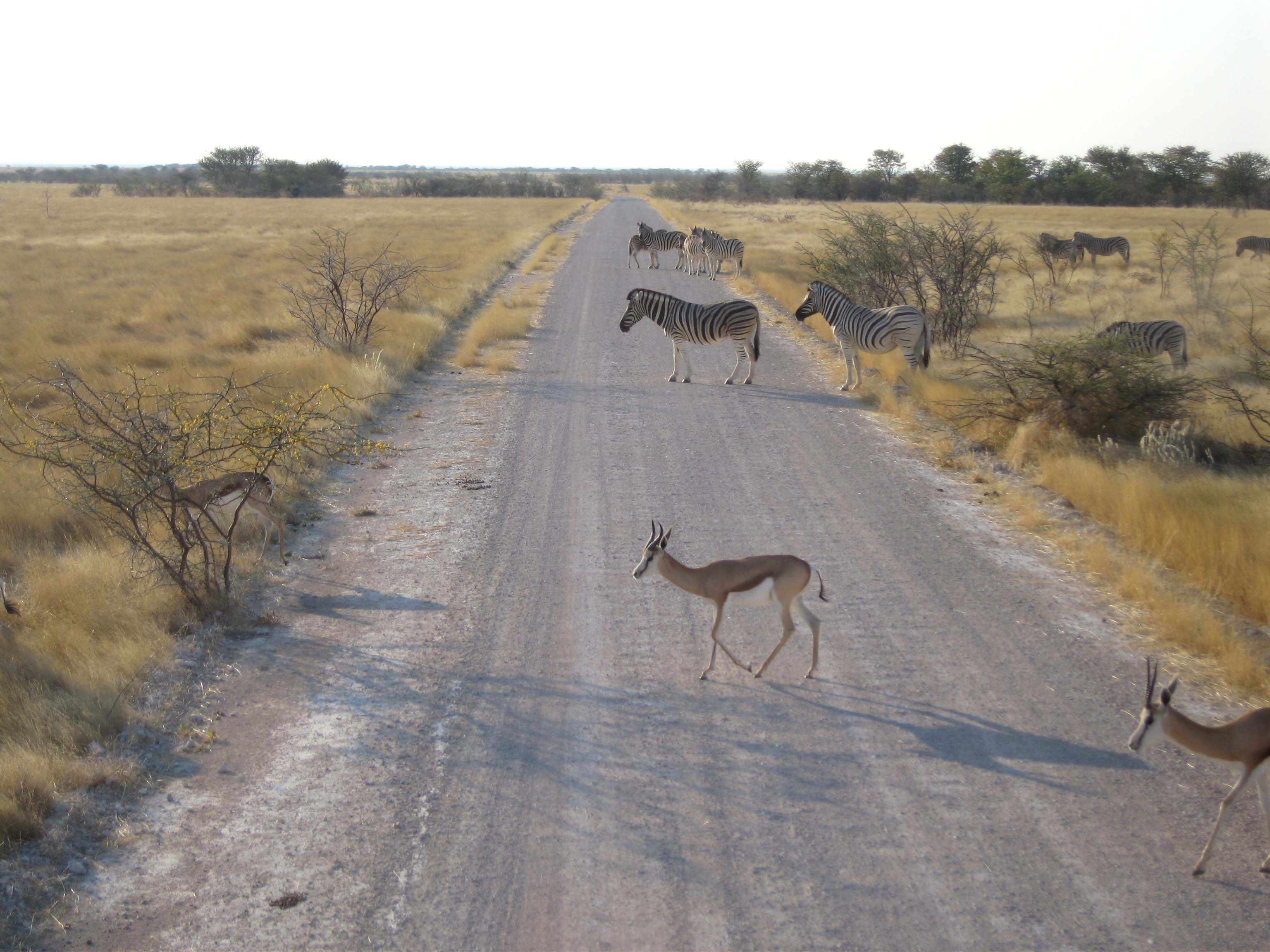
Зебри і антилопи в нацпарку Етоша
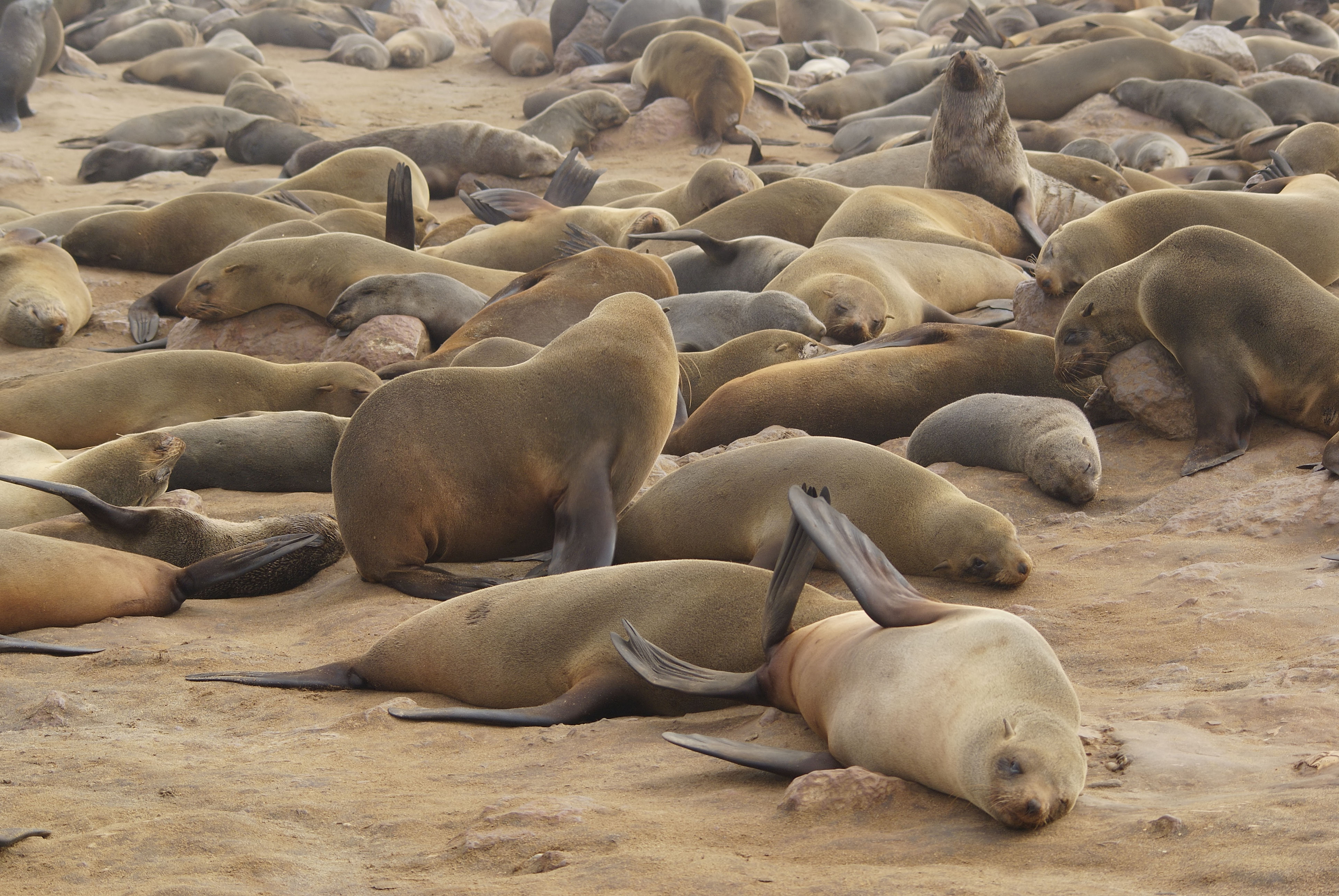
Капські морські котики

## Стихійні природні явища
На території країни спостерігаються небезпечні природні явища і стихійні лиха: довготривалий період посухи.

## Природні ресурси

### Мінеральні ресурси
Надра Намібії багаті на ряд корисних копалин: алмази, мідь, уранові руди, золото, срібло, свинець, олово, літій, кадмій, вольфрам, цинк, кам'яну сіль, нафту, кам'яне вугілля, залізну руду.

### Водні ресурси
Загальні запаси відновлюваних водних ресурсів (ґрунтові і поверхневі прісні води) становлять 17,72 км³. Станом на 2012 рік в країні налічувалось 80 км² зрошуваних земель.

### Земельні ресурси
Земельні ресурси Намібії (оцінка 2011 року):
- придатні для сільськогосподарського обробітку землі — 47,2 %,
  - орні землі — 1 %,
  - багаторічні насадження — 0 %,
  - землі, що постійно використовуються під пасовища — 46,2 %;
- землі, зайняті лісами і чагарниками — 8,8 %;
- інше — 44 %[1].

## Охорона природи
Серед екологічних проблем варто відзначити:
- обмежені ресурси природних джерел питної води;
- спустелювання;
- браконьєрство і деградацію земель в заповідних територіях.

Намібія є учасником ряду міжнародних угод з охорони навколишнього середовища:
- Конвенції про збереження морських живих ресурсів Антарктики,
- Конвенції про біологічне різноманіття (CBD),
- Рамкової конвенції ООН про зміну клімату (UNFCCC),
- Кіотського протоколу до Рамкової конвенції,
- Конвенції ООН про боротьбу з опустелюванням (UNCCD),
- Конвенції про міжнародну торгівлю видами дикої фауни і флори, що перебувають під загрозою зникнення (CITES),
- Базельської конвенції протидії транскордонному переміщенню небезпечних відходів,
- Конвенції з міжнародного морського права,
- Монреальського протоколу з охорони озонового шару,
- Рамсарської конвенції із захисту водно-болотних угідь[14].

## Фізико-географічне районування
У фізико-географічному відношенні територію Намібії можна розділити на _ райони, що відрізняються один від одного рельєфом, кліматом, рослинним покривом: .

### Українською
- Атлас світу / голов. ред. І. С. Руденко ; зав. ред. В. В. Радченко ; відп. ред. О. В. Вакуленко. — К. : ДНВП «Картографія», 2005. — 336 с. — ISBN 9666315467.
- Атлас. 7 клас. Географія материків і океанів / Укладачі О. Я. Скуратович, Н. І. Чанцева. — К. : ДНВП «Картографія», 2014.
- Барановська О. В. Фізична географія материків і океанів : навч. посіб. для студентів ВНЗ : [у 2 ч.]. — Н. : Ніжинський державний університет ім. Миколи Гоголя, 2013. — 306 с. — ISBN 978-617-527-106-3.
- Бєлозоров С. Т. Африка : фізико-географічний нарис. — вид. 2-ге, перероб. і доп. — К. : Радянська школа, 1957. — 232 с.
- Гілецький Й. Р. Природні ресурси світу : Навч. посібник. — Львів : Світ, 2004. — 304 с. — ISBN 966-603-307-0
- Заставецький Ю. С. Регіональна фізична географія світу : Навч. посібник. — Львів : Світ, 2000. — 480 с.
- Намібія // Гірничий енциклопедичний словник : [у 3-х тт.] / за ред. В. С. Білецького. — Д. : Східний видавничий дім, 2004. — Т. 3. — 752 с. — ISBN 966-7804-78-X.
- Костів Л. Я. Фізична географія материків і океанів. Африка : навч.-метод. посібник. — Л. : Видавничий центр ЛНУ імені Івана Франка, 2017. — 184 с. — ISBN 978-617-10-0374-3.
- Кукурудза С. І. Біогеографія : Підручник. — Львів : Вид-во ЛГУ ім. Івана Франка, 2006 — 504 с. — ISBN 966-613-502-7
- Палієнко В. І., Шищенко П. Г., Бойко В. М. Фізична географія світу : Навч. посібник. — К. : КНУ ім.  Т. Шевченка, 2016. — 246 с. — ISBN 978-966-439-918-1
- Панасенко Б. Д. Фізична географія материків : навч. посіб. : в 2 ч. — В. : ЕкоБізнесЦентр, 1999. — 200 с.
- Пузанов І. І. Зоогеографія : Підручник. — Київ—Львів : Рад. школа, 1949. — 504 с.
- Фізична географія материків та океанів : Підручник у 2-х т. / Ред. П. Г. Шищенко. — К. : Київський університет, 2020. — Т. 2. Африка, Америка, Австралія, Антарктида, Океани. — 470 с. — ISBN 978-966-439-989-8
- Юрківський В. М. Регіональна економічна і соціальна географія. Зарубіжні країни: Підручник. — 2-ге. — К. : Либідь, 2001. — 416 с. — ISBN 966-06-0092-5.

### Англійською
- (англ.) Graham Bateman. The Encyclopedia of World Geography. — Andromeda, 2002. — 288 с. — ISBN 1871869587.
- (англ.) Gray, D. R.; Foster, D. A.; Meert, J. G.; Goscombe, B. D.; Armstrong, R.; Trouw, R. A. J.; Passchier, C. W. A Damara orogen perspective on the assembly of southwestern Gondwana // Geological Society, Special Publications. — London : Geological Society, 2008. — № 294 (1). — С. 257–278. — DOI:10.1144/SP294.14. Архівовано з джерела 4 грудня 2017. Процитовано 19 березня 2019.

### Російською
- (рос.) Авакян А. Б., Салтанкин В. П., Шарапов В. А. Водохранилища. — М. : Мысль, 1987. — 326 с. — (Природа мира)
- (рос.) Алисов Б. П., Берлин И. А., Михель В. М. Курс климатологии [в 3-х тт.] / под. ред. Е. С. Рубинштейна. — Л. : Гидрометиздат, 1954. — Т. 3. Климаты земного шара. — 320 с.
- (рос.) Апродов В. А. Вулканы. — М. : Мысль, 1982. — 368 с. — (Природа мира)
- (рос.) Апродов В. А. Зоны землетрясений. — М. : Мысль, 2010. — 462 с. — (Природа мира) — ISBN 978-5-244-01122-7.
- (рос.) Намибия // Африка: энциклопедический справочник [в 2-х тт.] / гл. ред. А. А. Громыко. — М. : Советская энциклопедия, 1986. — Т. К-Я. — 671 с.
- (рос.) Бабаев А. Г., Зонн И. С., Дроздов Н. Н., Фрейкин З. Г. Пустыни. — М.  : Мысль, 1986. — 320 с. — (Природа мира)
- (рос.) Браун Л. Африка. — М. : Прогресс, 1976. — 288 с. — (Континенты, на которых мы живем)
- (рос.) Букштынов А. Д., Грошев Б. И., Крылов Г. В. Леса. — М. : Мысль, 1981. — 316 с. — (Природа мира)
- (рос.) Власова Т. В. Физическая география материков. С прилегающими частями океанов. Южная Америка, Африка, Австралия и Океания, Антарктида. — 4-е, перераб. — М. : Просвещение, 1986. — 269 с.
- (рос.) Гвоздецкий Н. А., Голубчиков Ю. Н. Горы. — М. : Мысль, 1987. — 400 с. — (Природа мира)
- (рос.) Гвоздецкий Н. А. Карст. — М. : Мысль, 1981. — 214 с. — (Природа мира)
- (рос.) Географический энциклопедический словарь: географические названия / под. ред. А. Ф. Трёшникова. — 2-е изд., доп. — М. : Советская энциклопедия, 1989. — 585 с. — ISBN 5-85270-057-6.
- (рос.) Дроздов Н. Н., Мяло Е. Г. Биогеография мира : Учебник. — М. : Высшая школа, 1985. — 272 с.
- (рос.) Исаченко А. Г., Шляпников А. А. Ландшафты. — М. : Мысль, 1989. — 504 с. — (Природа мира) — ISBN 5-244-00177-9.
- (рос.) Каплин П. А., Леонтьев О. К., Лукьянова С. А., Никифоров Л. Г. Берега. — М. : Мысль, 1991. — 480 с. — (Природа мира) — ISBN 5-244-00449-2.
- (рос.) Словарь современных географических названий / под общей редакцией акад. В. М. Котлякова. — Екатеринбург : У-Фактория, 2006.
- (рос.) Литвин В. М., Лымарев В. И. Острова. — М. : Мысль, 2010. — 288 с. — (Природа мира) — ISBN 978-5-244-01129-6.
- (рос.) Лобова Е. В., Хабаров А. В. Почвы. — М. : Мысль, 1983. — 304 с. — (Природа мира)
- (рос.) Максаковский В. П. Географическая картина мира. Книга I: Общая характеристика мира. — М. : Дрофа, 2008. — 495 с. — ISBN 978-5-358-05275-8.
- (рос.) Максаковский В. П. Географическая картина мира. Книга II: Региональная характеристика мира. — М. : Дрофа, 2009. — 480 с. — ISBN 978-5-358-06280-1.
- (рос.) Поспелов Е. М. Географические названия мира: Топонимический словарь. — М. : АСТ, 2005.
- (рос.) Намибия // Страны Африки. Политико-экономический справочник / ред. В. Солодовников, В. Румянцев. — М. : Издательство политической литературы, 1969. — 318 с.
- (рос.) Физико-географический атлас мира. — М. : Академия наук СССР и Главное управление геодезии и картографии ГУГК СССР, 1964. — 298 с.
- (рос.) Энциклопедия стран мира / глав. ред. Н. А. Симония. — М. : НПО «Экономика» РАН, отделение общественных наук, 2004. — 1319 с. — ISBN 5-282-02318-0.